# Bielsk Podlaski
Bielsk Podlaskiⓘ é um município no nordeste da Polônia. Pertence à voivodia da Podláquia, no condado de Bielsk. É a sede do condado de Bielsk e da comuna rural de Bielsk Podlaski.
Estende-se por uma área de 27,0 km², com 23 677 habitantes, segundo o censo de 31 de dezembro de 2024, com uma densidade populacional de 877,0 hab./km².
Nos anos 1975–1998, a cidade pertencia administrativamente à voivodia de Białystok. Era uma cidade real na Coroa do Reino da Polônia, na região de Bielsk da antiga voivodia da Podláquia em 1795.
Está situado na planície de Bielsk, no rio Biała, cerca de 50 km ao sul de Białystok.
Um grande centro da indústria da construção; metal, têxtil, produção de bebidas gaseificadas, fábricas de processamento de pescado. Centro educacional, o único estudo iconográfico pós-secundário na Polônia; desde 1992–1993 tem sido um local de festivais da canção bielorrussa “Jesień Bardów”, da canção religiosa “Vamos Cantar ao Senhor”, e dos festivais de cultura ucraniana “Podlaska Jesień”.

## Toponímia
O nome deriva do rio Biała, no qual a cidade está localizada. Bielsk é uma cidade no rio Biała. Na Mazóvia e Pomerânia, as cidades ribeirinhas foram muito frequentemente nomeadas com a ajuda do sufixo adjetival -sk, por exemplo, Płońsk do rio Płoni. Ainda mais frequentemente tais assentamentos eram chamados assim na língua rutena: Połock, Kursk, Smoleńsk. Para distinguir Bielsk de outros Bielsks, foi adicionado o termo “Podlaski” de Podláquia.

## Estrutura da área
Conforme os dados de 2002, Bielsk Podlaski tem uma área de 26,88 km², incluindo:
- Terras agrícolas: 72%
- Terra de floresta: 2%

## Demografia
Conforme os dados do Escritório Central de Estatística da Polônia (GUS) de 31 de dezembro de 2024, Bielsk Podlaski é uma cidade pequena com uma população de 23 677 habitantes (5.º lugar na voivodia da Podláquia e 179.º na Polônia), tem uma área de 27,0 km² (12.º lugar na voivodia da Podláquia e 216.º lugar na Polônia) e uma densidade populacional de 877 hab./km² (12.º lugar na voivodia da Podláquia e 366.º lugar na Polônia). Nos anos 2002–2024, o número de habitantes diminuiu 12,4%.
Os habitantes de Bielsk Podlaski constituem cerca de 47,10% da população do condado de Bielsk, constituindo 2,09% da população da voivodia da Podláquia.
| Descrição                         | Total      | Total    | Mulheres   | Mulheres | Homens     | Homens   |
| --------------------------------- | ---------- | -------- | ---------- | -------- | ---------- | -------- |
| unidade                           | habitantes | %        | habitantes | %        | habitantes | %        |
| população                         | 23 677     | 100      | 12 411     | 52,4     | 11 266     | 47,6     |
| superfície                        | 27,0 km²   | 27,0 km² | 27,0 km²   | 27,0 km² | 27,0 km²   | 27,0 km² |
| densidade populacional (hab./km²) | 877        | 877      | 459,5      | 459,5    | 417,5      | 417,5    |

## Clima
O clima é frio e temperado em Bielsk Podlaski. Existe uma pluviosidade significativa ao longo do ano. Mesmo durante os meses mais secos, há muita chuva. A área é classificada como “Dfb” por Köppen e Geiger. A temperatura média nesta área é de 8,4 °C. Durante o ano, a precipitação média é de 707 mm.
| Dados climatológicos para Bielsk Podlaski | Dados climatológicos para Bielsk Podlaski | Dados climatológicos para Bielsk Podlaski | Dados climatológicos para Bielsk Podlaski | Dados climatológicos para Bielsk Podlaski | Dados climatológicos para Bielsk Podlaski | Dados climatológicos para Bielsk Podlaski | Dados climatológicos para Bielsk Podlaski | Dados climatológicos para Bielsk Podlaski | Dados climatológicos para Bielsk Podlaski | Dados climatológicos para Bielsk Podlaski | Dados climatológicos para Bielsk Podlaski | Dados climatológicos para Bielsk Podlaski | Dados climatológicos para Bielsk Podlaski |
| Mês                                       | Jan                                       | Fev                                       | Mar                                       | Abr                                       | Mai                                       | Jun                                       | Jul                                       | Ago                                       | Set                                       | Out                                       | Nov                                       | Dez                                       | Ano                                       |
| ----------------------------------------- | ----------------------------------------- | ----------------------------------------- | ----------------------------------------- | ----------------------------------------- | ----------------------------------------- | ----------------------------------------- | ----------------------------------------- | ----------------------------------------- | ----------------------------------------- | ----------------------------------------- | ----------------------------------------- | ----------------------------------------- | ----------------------------------------- |
| Temperatura máxima média (°C)             | −1,1                                      | 0,5                                       | 5,8                                       | 13,0                                      | 18,3                                      | 21,5                                      | 23,7                                      | 23,0                                      | 17,8                                      | 11,4                                      | 5,8                                       | 1,3                                       | 11,8                                      |
| Temperatura média (°C)                    | −3,2                                      | −2,1                                      | 2,0                                       | 8,5                                       | 13,9                                      | 17,3                                      | 19,6                                      | 18,8                                      | 13,9                                      | 8,3                                       | 3,8                                       | −0,5                                      | 8,4                                       |
| Temperatura mínima média (°C)             | −5,5                                      | −4,8                                      | −1,9                                      | 3,4                                       | 8,7                                       | 12,3                                      | 15,0                                      | 14,3                                      | 10,1                                      | 5,3                                       | 1,7                                       | −2,6                                      | 4,7                                       |
| Precipitação (mm)                         | 47                                        | 43                                        | 47                                        | 52                                        | 72                                        | 75                                        | 87                                        | 71                                        | 66                                        | 51                                        | 46                                        | 50                                        | 707                                       |
| Dias com precipitação                     | 9                                         | 7                                         | 8                                         | 8                                         | 9                                         | 9                                         | 10                                        | 8                                         | 7                                         | 7                                         | 8                                         | 9                                         | 99                                        |
| Umidade relativa (%)                      | 85                                        | 83                                        | 76                                        | 68                                        | 67                                        | 67                                        | 70                                        | 69                                        | 74                                        | 79                                        | 86                                        | 85                                        | 75,8                                      |
| Fonte: 2023-07-05                         |                                           |                                           |                                           |                                           |                                           |                                           |                                           |                                           |                                           |                                           |                                           |                                           |                                           |

## História

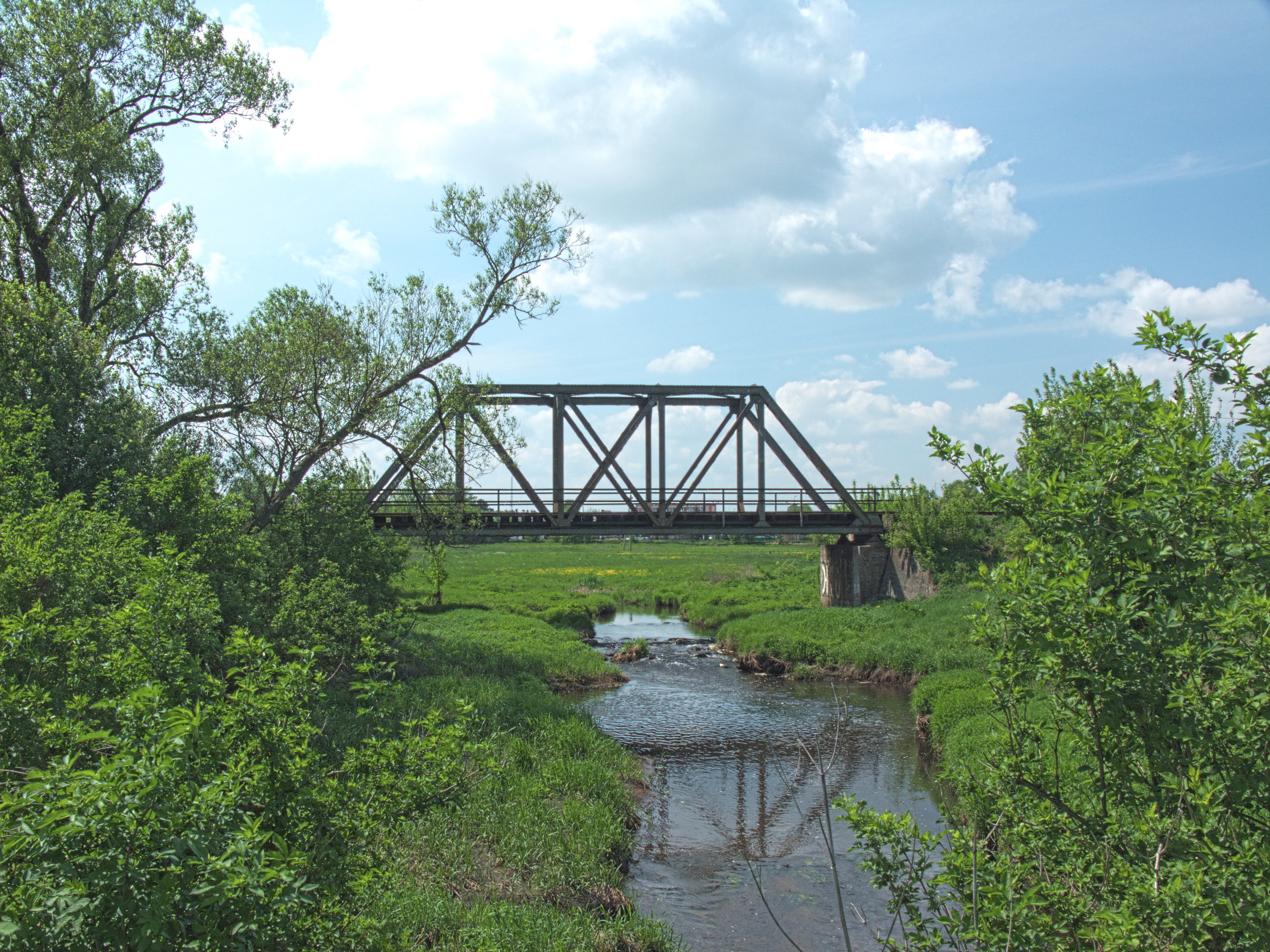
Ponte ferroviária sobre o rio Biała

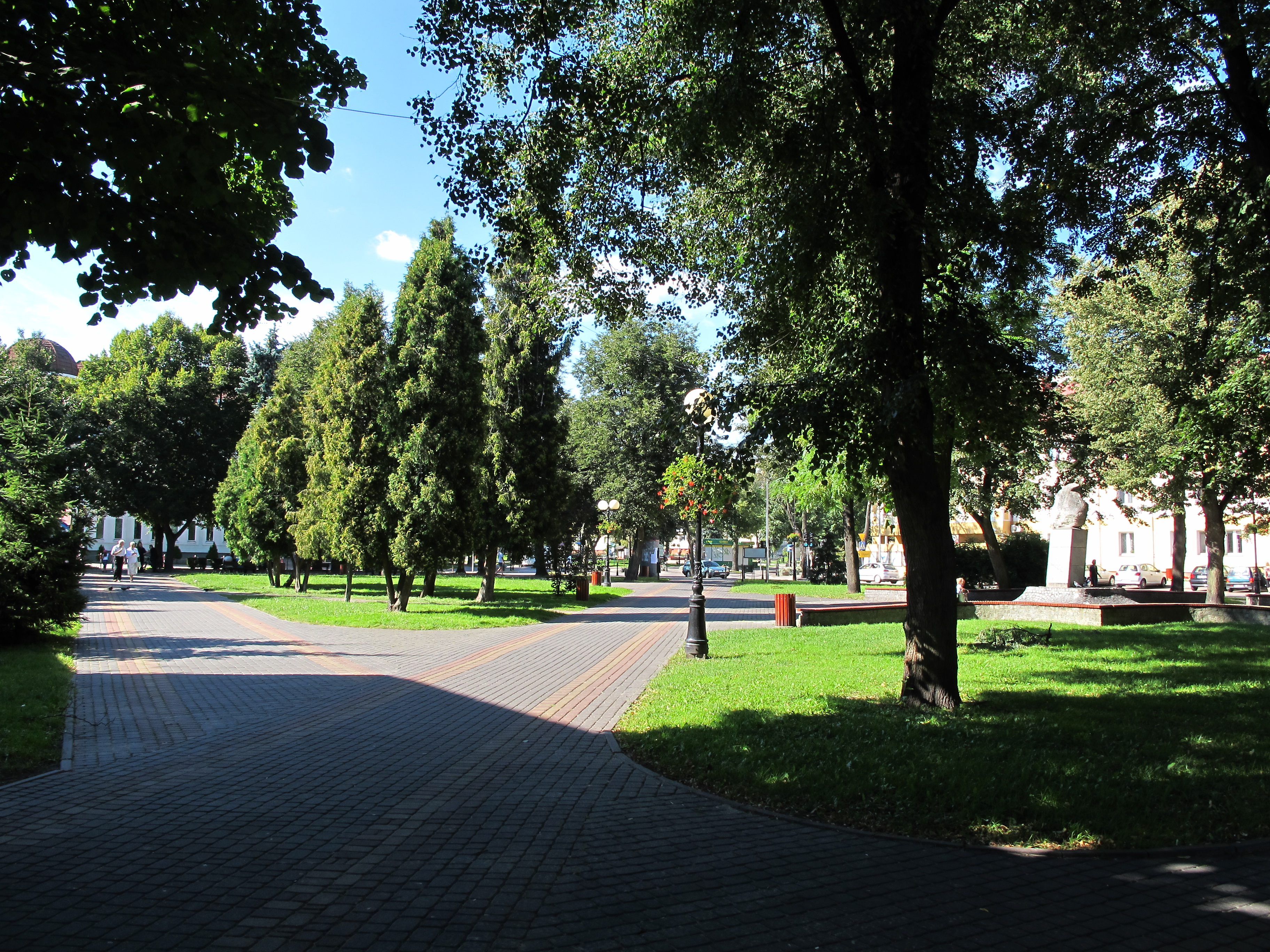
Parque municipal

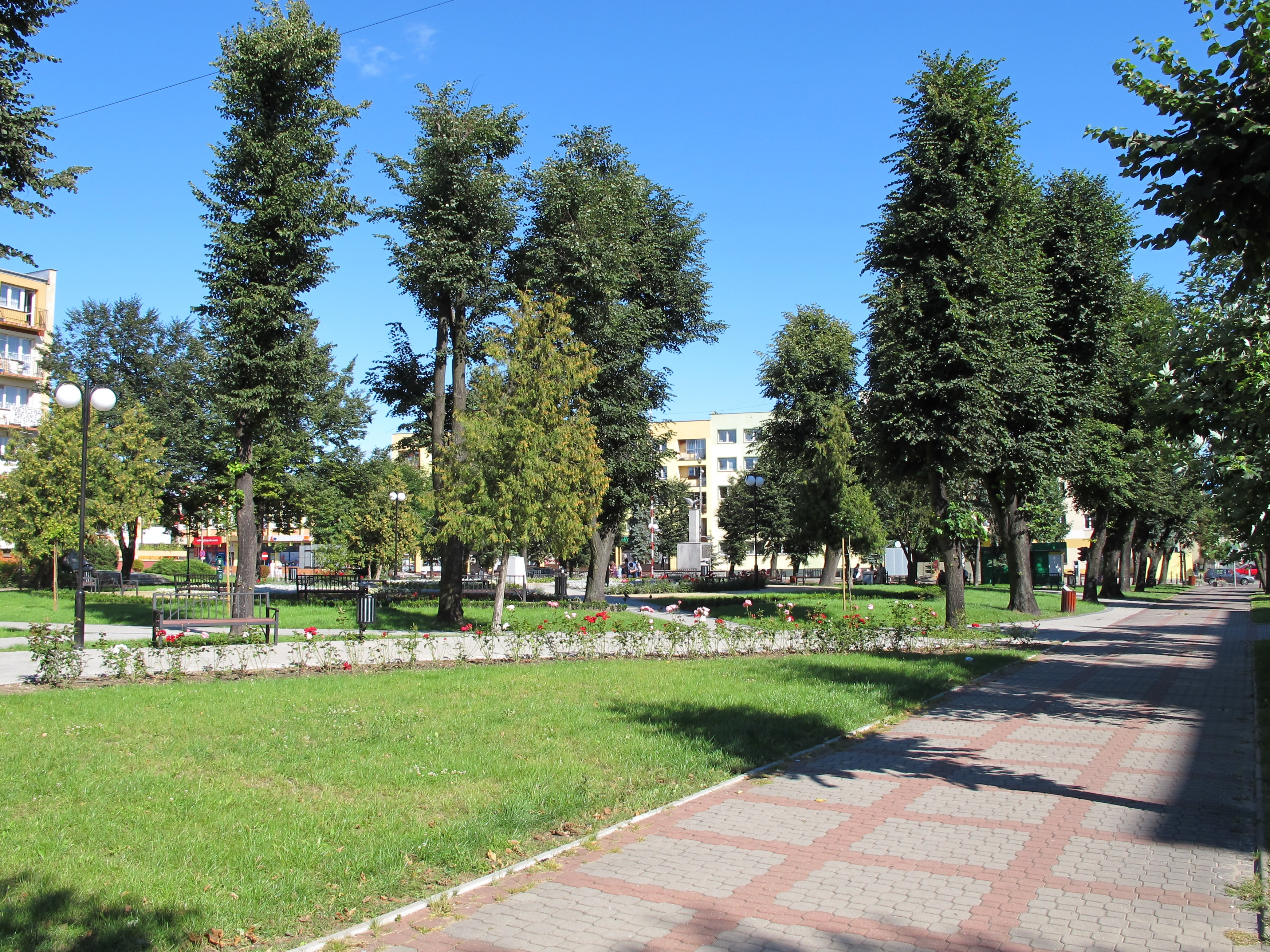
Praça ajardinada Izabella Poniatowska

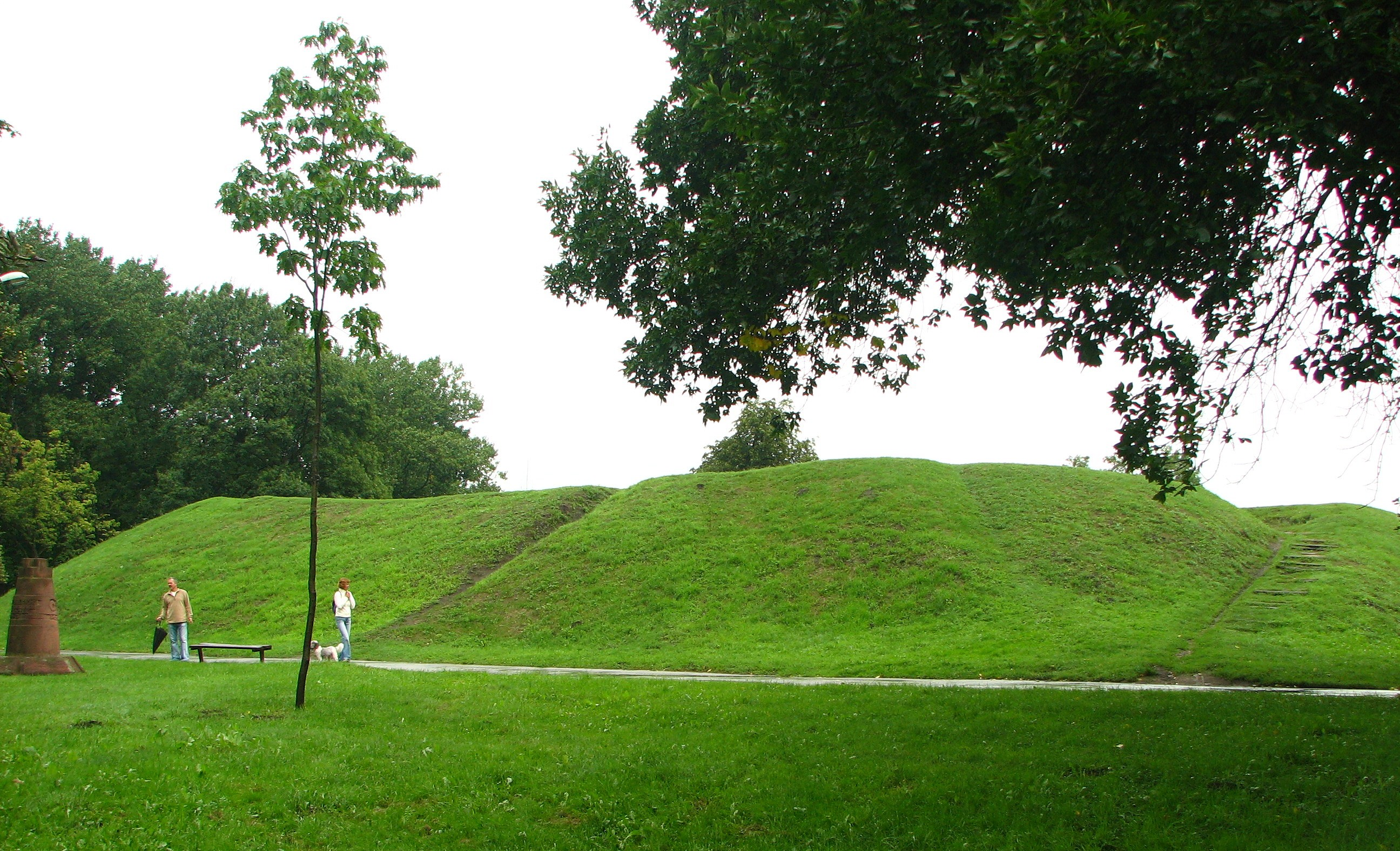
Góra Zamkowa — o local do castelo original de Bielsk, que começou nos séculos XII e XIII

- Século II a.C. — vestígios de assentamento em Bielsk e arredores (Haćki, Hryniewicze Duże)
- Provavelmente no século XII os duques de Kiev fundaram uma fortaleza em Bielsk

### Século XIII
- 1253 — Bielsk é mencionada pela primeira vez na crônica Galícia-Volínia
- 1264 — Menção da batalha com os jatvingos nas proximidades do castelo
- 1273 — O castelo é apreendido pelo príncipe lituano Traidenis

século XIV

### Século XIV
- Por volta de 1323 a Podláquia ficou sob o domínio do príncipe lituano Gediminas
- 1346 — A Podláquia é atacada pelos Cavaleiros Teutônicos
- 1366 — No tratado de paz com o príncipe lituano Algirdas, o rei Casimiro, o Grande, define Bielsk como uma cidade sob a autoridade de seu irmão Kęstutis
- 1379 — Provável invasão dos Cavaleiros Teutônicos sob o comando de Theodoric von Elner, comandante de Balga[12]
- 1382 — O Duque da Mazóvia, Janusz I, o Velho, aproveita a guerra civil na Lituânia entre Kęstutis e Ladislau II Jagelão e toma a cidade (assim como Drohiczyn, Suraż e Mielnik)
- 1383 — Na primavera, Jagelão expulsa o duque Janusz de Bielsk e a entrega a Witold Kiejstutowicz
- 1390 — O rei Ladislau II Jagelão entrega os castelos de Bielsk, Suraż, Drohiczyn e Mielnik ao duque Janusz I da Mazóvia.[13] Um ano depois, Jagiełło confirmou a doação no castelo de Łęczyca.[14]

### Século XV

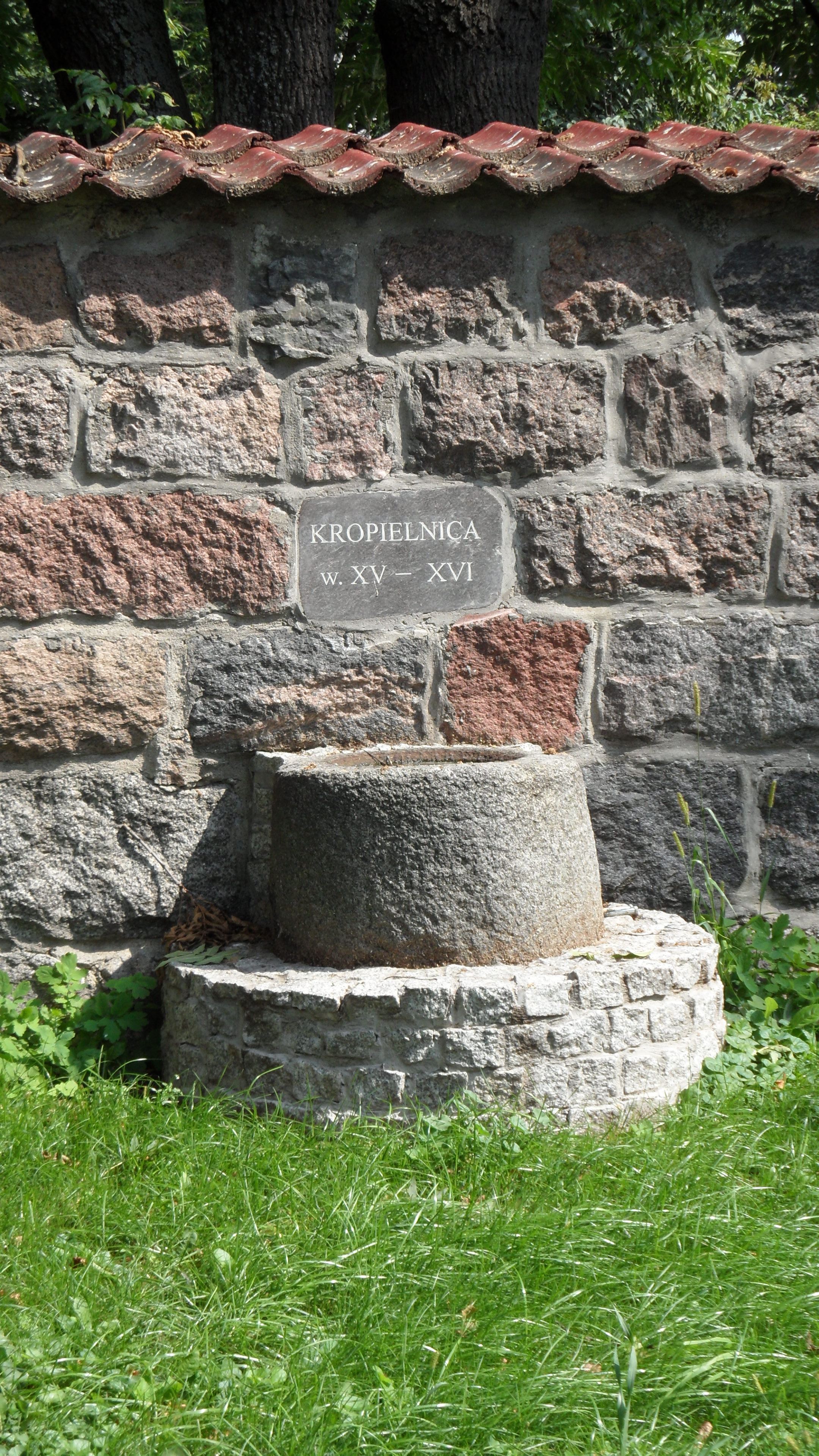
Pia de água benta histórica na igreja paroquial da Natividade da Virgem Maria e de São Nicolau

- 1408 — Ladislau II Jagelão dá a cidade a Witold Kiejstutowicz
- 1410 — A unidade de cavalaria Drohicka, na qual os habitantes de Bielsk lutaram, fez parte das duas unidades de cavalaria da Podláquia contra os Cavaleiros Teutônicos
- Depois de 26 de novembro de 1412 — o rei Ladislau II Jagelão faz uma parada em Bielsk a caminho da Lituânia. A importância de Bielsk, situada na rota de Cracóvia para Grodno e Vilnius, está aumentando
- 1413 — A terra de Drohicka em que Bielsk estava localizada foi incorporada à recém criada voivodia de Troki
- 2 de janeiro de 1430 — criação da prefeitura em Grodno para o funcionário Andrzej pelo Grão-Duque da Lituânia Witold Kiejstutowicz. Chegada de mais colonos poloneses e alemães
- 1440
  - Primavera — a cidade, sem oferecer resistência, é ocupada pelo duque de Mazóvia, Boleslau IV
  - Junho — o futuro rei, Grão-Duque da Lituânia, Casimiro Jagelão, com 2 mil cavaleiros com lanças e espadas, atravessam a cidade a caminho da Lituânia
- 26 de novembro de 1486 — o rei Casimiro IV Jagelão pernoita na cidade a caminho da Lituânia
- 1487 – A primeira menção de judeus que vivem em Bielsk, Casimiro IV Jagelão alugou um pedágio na alfândega da cidade para dois judeus de Łuck[15]
- 18 de novembro de 1495 — Alexandre Jagelão concedeu à vila a Lei de Magdeburgo e fundiu as vilas de Lacki e Ruthenian. O privilégio foi estabelecido pelo cargo vitalício de prefeito, assumido por Jakub Hoppen de Gdańsk
- 28 de setembro de 1496 — o rei Alexandre Jagelão, pernoita na cidade a caminho de Vilnius
- 18 de julho de 1499 — outro privilégio isentou os burgueses do poder judicial do governador do ducado
- final do século XV — fundação do mosteiro ortodoxo de São Nicolau[16]

### Século XVI
- 1501
  - 9 a 18 de setembro — a convenção do conselho lituano com a participação do rei foi realizada na cidade
  - 3 de novembro — os burgueses foram isentos do poder judicial do prefeito
- 14 de novembro de 1505 — o rei Alexandre Jagelão pernoita na cidade a caminho de Grodno
- 1506
  - A rainha Helena, esposa de Alexandre Jagelão, recebe o poder sobre Bielsk por toda a vida
  - 20 de dezembro — Sigismundo I, o Velho pernoita na cidade a caminho de Mielnik
- 22 a 25 de fevereiro de 1509 — o rei Sigismundo I, o Velho, pernoita na cidade a caminho do sejm em Piotrków
- 1513 — Bielsk torna-se a capital da recém criada voivodia da Podláquia[17]
- 1516 — Criação da guilda dos açougueiros
- 1530 — A terra de Bielsk é comprada da família Gasztołd pela rainha Bona
- 1542 — Uma sinagoga e uma comunidade judaica existente são mencionadas[15]
- 1549 — Criada a guilda dos sapateiros
- 1563 — Conforme o registro da reforma agrícola nos territórios do Grão-Ducado da Lituânia (atual Ucrânia, Bielorrússia, Lituânia, Samogícia e Podláquia oriental), realizada na segunda metade do século XVI e início do século XVII, havia 830 casas na cidade. A planta da cidade “Bielsk Podlaski em 1563” foi reconstruída com um comentário na série “Atlas historyczny Polski. Mapas detalhados do século XVI”, vol. 8.[18]
- 1564

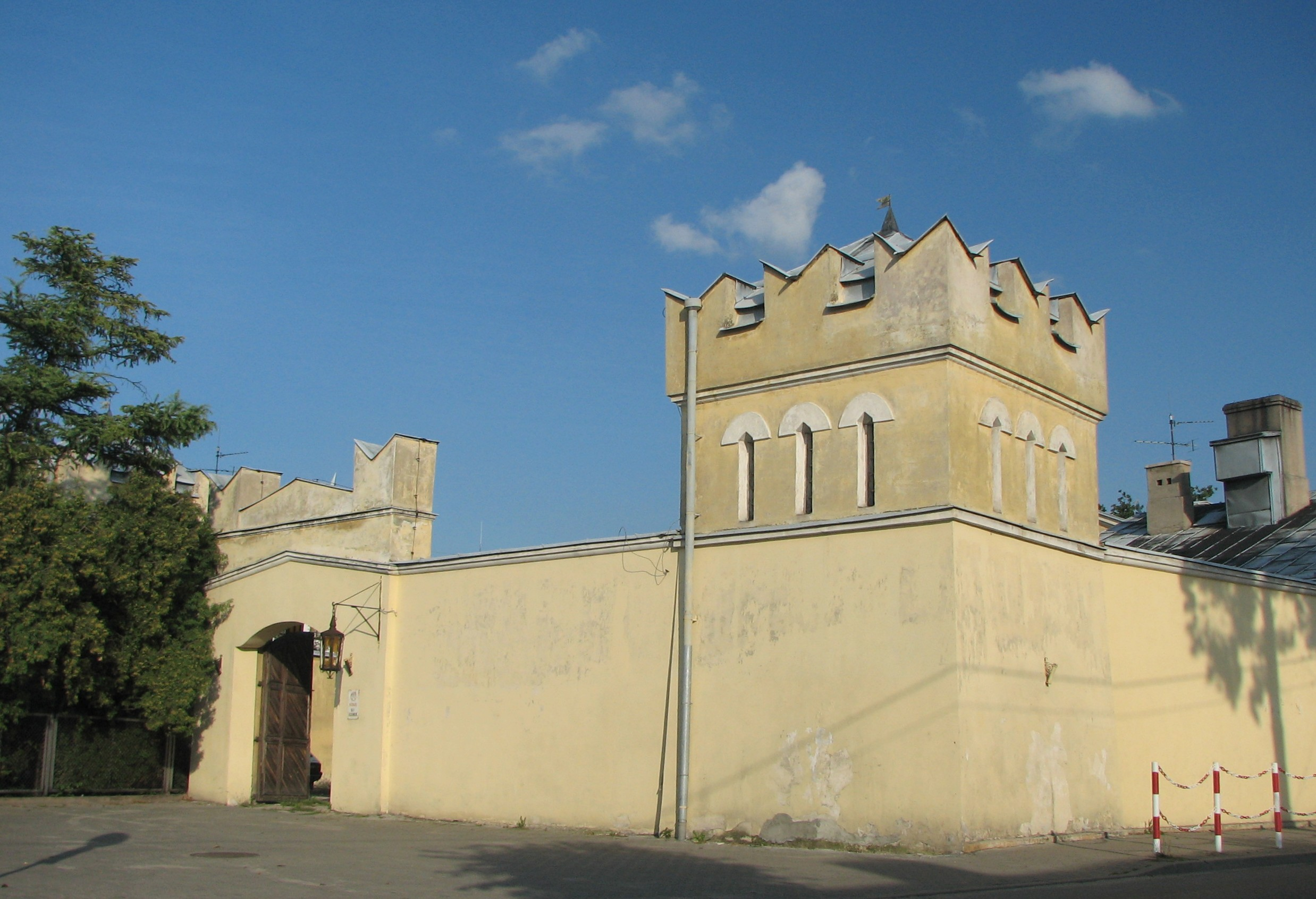
Complexo do mosteiro carmelita de 1641

- O parlamento geral do Grão-Ducado da Lituânia reuniu-se aqui[19]
  - De 20 de maio a 9 de julho, o rei Sigismundo II Augusto fica em Bielsk
  - 22 de julho — um incêndio no castelo de Bielsk, onde Sigismundo II Augusto e o primaz Jakub Uchański debateram sobre a nova união polaco-lituana, o trabalho na edição do Segundo Estatuto da Lituânia ocorreu na época. O rei observou o castelo de madeira em chamas dos estábulos do castelo. Um novo castelo para o starosta foi construído em Hołowiesk, e os tribunais da terra foram transferidos para Brańsk
  - Julgamento pelo assassinato de judeus, com o qual o rei Sigismundo emite dois manifestos
- 1561 — Sigismundo II Augusto arrendou o direito de fabricar cerveja em Bielsk, Narew e Kleszczele aos judeus de Bielsk por 4,5 anos.
- 1569 — Bielsk e a voivodia da Podláquia são incorporados à Coroa polonesa sob a União de Lublin. Uma guilda de peleiros é criada
- 1571 — São criadas as guildas de cervejeiros e fabricantes de malte, fabricantes de tampas e alfaiates
- 1576 — Há 265 artesãos na cidade, incluindo 63 curtidores e 39 sapateiros, e 5 moinhos no rio Biała
- 1591 — Um incêndio destrói a cidade com a igreja e o hospital de São Martinho (não reconstruído)

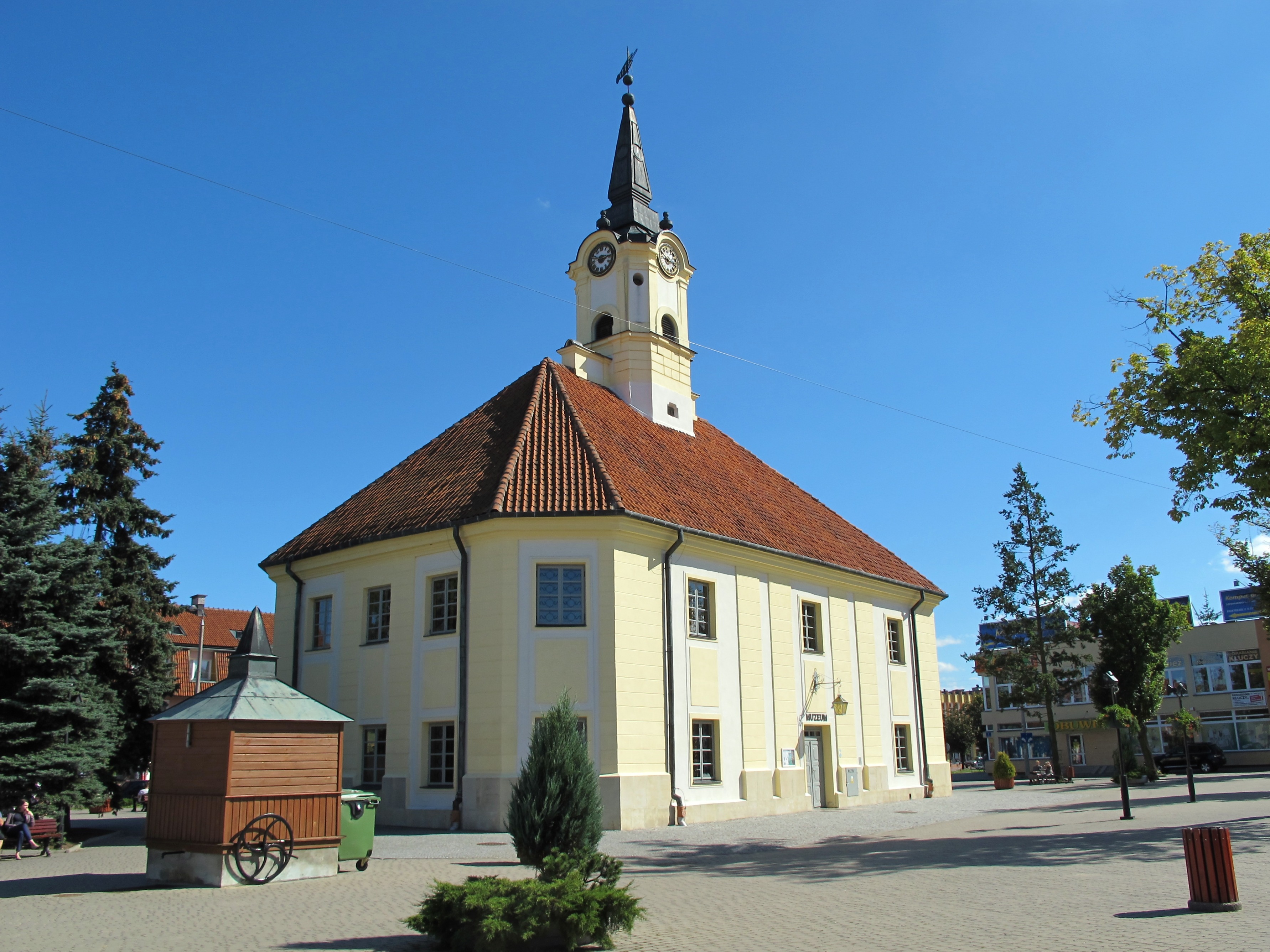
Prefeitura barroca de 1776, agora Museu Municipal

### Século XVII
- 1641 — Construção da igreja de Nossa Senhora e fundação do mosteiro carmelita
- 1648 — Confronto em Bielsk de uma tropa de infantaria liderada por Samuel Juszkiewicz atacada pelas unidades de cavalaria de Korycki e Turobojski[20]
- 1655 — Grande parte da cidade é destruída durante o dilúvio sueco
- 1659 — O noviciado carmelita é transferido de Vilnius para Bielsk

### Século XVIII
- 1776–1780 — Construção do edifício da Prefeitura em estilo barroco tardio
- 1779–1781 — A comissão real de Boni Ordinis (Boa Ordem) operou na cidade. Havia 97 artesãos na cidade naquela época
- 1784 — Incêndio na cidade, após o qual uma nova prefeitura e igrejas da fundação são construídas com o auxílio de Izabella Poniatowska
- 1796 — Invasores prussianos liquidam o mosteiro carmelita e instalam ali uma prisão

### Partilhas da Polônia

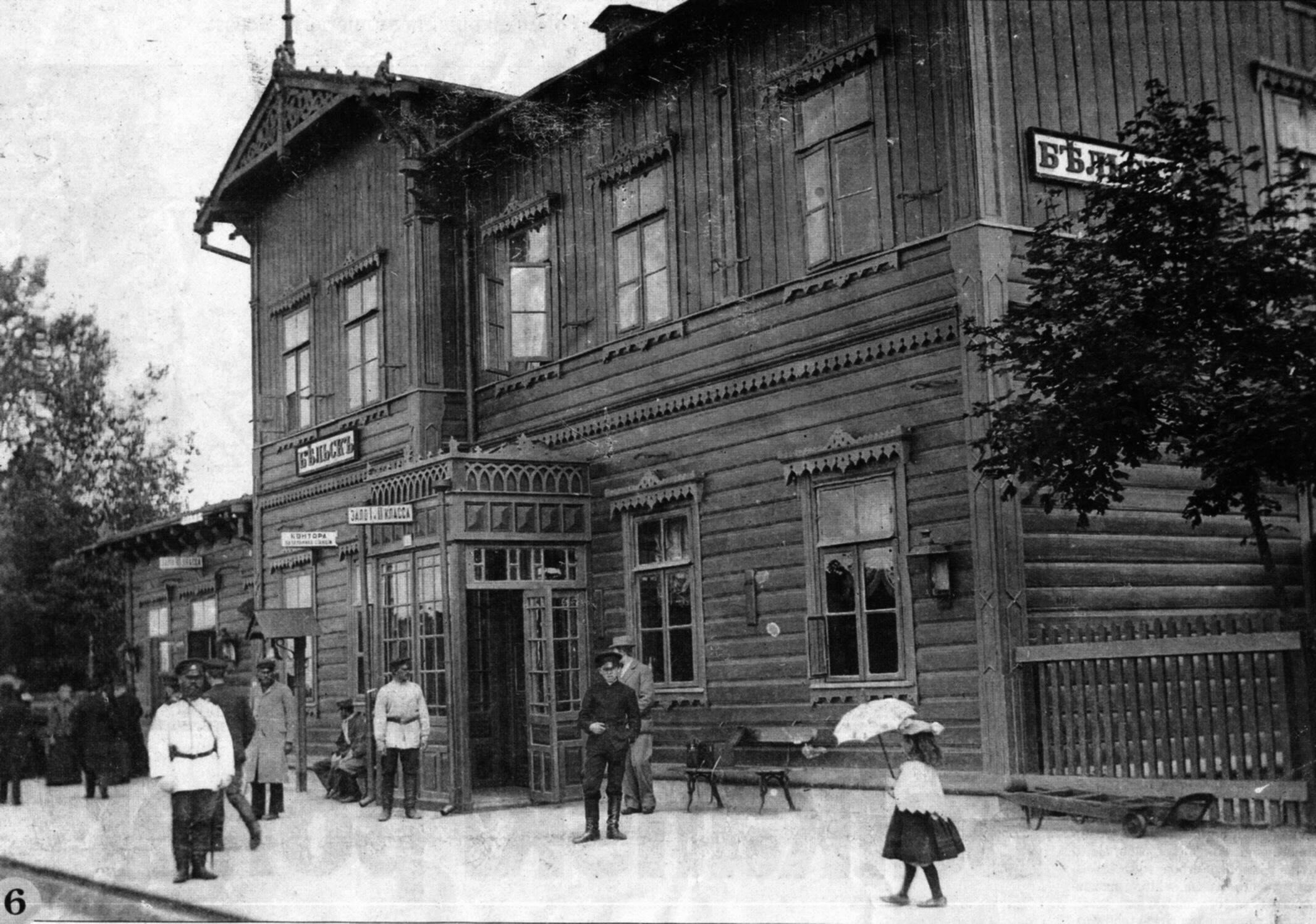
Estação ferroviária em Bielsk durante a partilha russa

- 1795–1807 — Bielsk sob o domínio prussiano
- 1802 — Os judeus obtêm o direito de se estabelecer na cidade
- 1807 — Após os Tratados de Tilsit, Bielsk torna-se parte do domínio russo, e a comunidade judaica é restabelecida
- 1812 — O exército de Napoleão passa pela cidade
- 1825 — Fechamento do mosteiro de São Nicolau devido a poucas vocações; a igreja monástica mantém as funções paroquiais[16]
- 1831 — Os habitantes de Bielsk participam do Levante de Novembro; epidemia de cólera
- 1839 — Dissolução da União de Brest no Império Russo
- 1843 — A cidade foi incorporada à gubernia de Grodno
- 1847 — O número de judeus na cidade chegou a 298 pessoas[15]
- 1855 — Outra epidemia de cólera
- 1861 — Segundo os dados, na cidade viviam 1 256 judeus[15]
- 1863 — Os habitantes de Bielsk participam da Revolta de Janeiro, inclusive na batalha de Puchły e Siemiatycze; o insurgente Dominik Bejda é condenado à morte por enforcamento na cidade
- Século XIX — uma guarnição do exército russo está estacionada no distrito Park
- 1873 — A ferrovia é ligada a Brest
- 1915 — Alguns dos habitantes fogem do exército alemão durante a Primeira Guerra Mundial, a estação de trem é incendiada

### Segunda República
- 1919

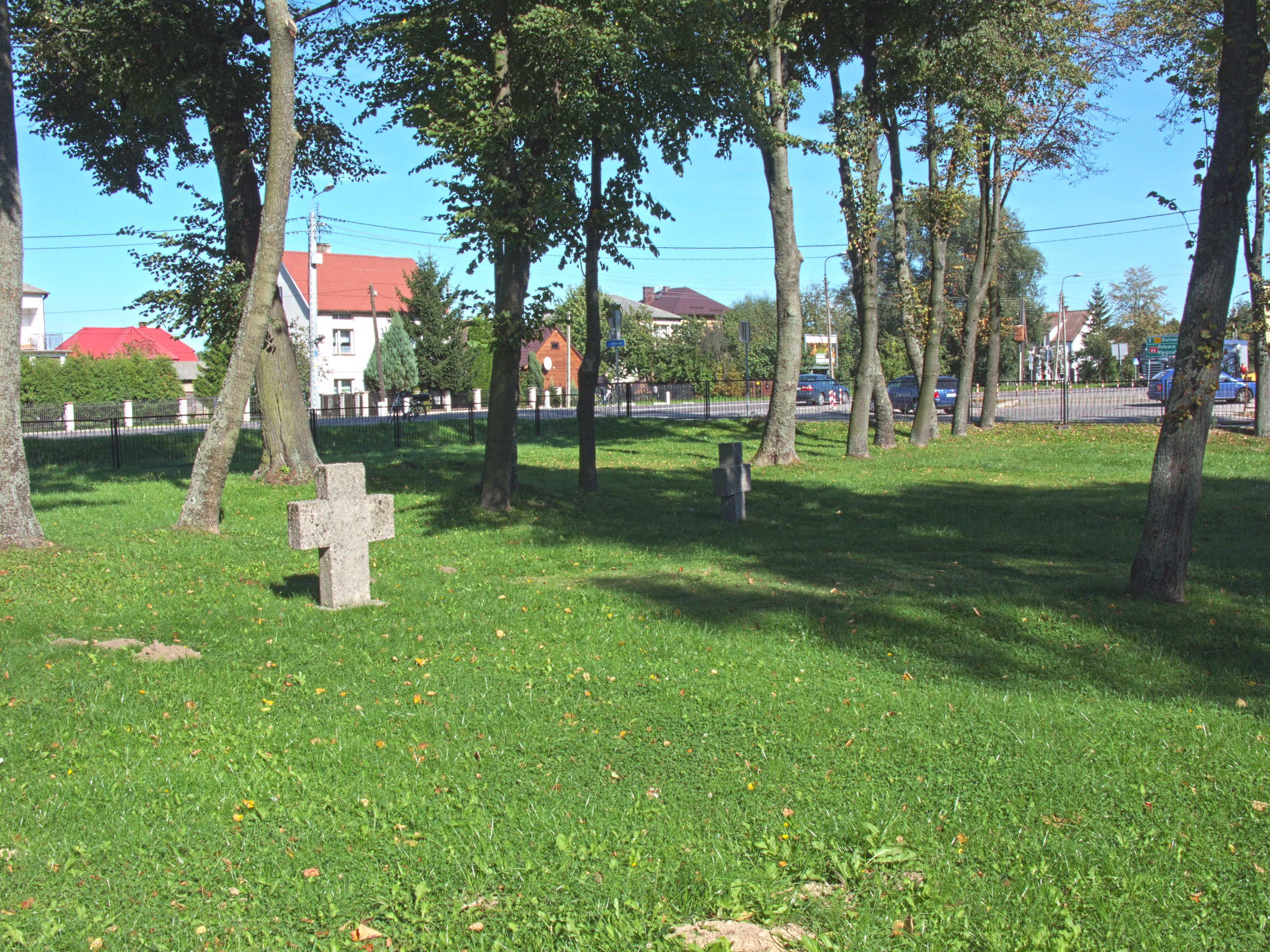
Cemitério de soldados alemães da Primeira Guerra Mundial

  - 19 de fevereiro — as forças de ocupação alemãs deixam a cidade e as tropas da Organização Militar Polonesa entram, saudadas com entusiasmo
  - Fundação da escola secundária e do hospital distrital
- 1920
  - 29 de julho — a cidade é ocupada pelos bolcheviques durante a guerra polaco-bolchevique
  - 20 de agosto — a cidade é recapturada pelo 3.º batalhão do 1.º Regimento de Infantaria das Legiões
- 1921 — Criação da Cooperativa Agrícola e Comercial “Rolnik”
- 1923–1937 — Władysław Żarniewicz foi o prefeito da cidade
- 1924 — Comissionamento da primeira usina municipal. Início da eletrificação
- 1925 — Inauguração da Escola Coeducacional Anual de Comércio liderada por Jan Nowotarski[21]
- 1925–1928 — Construção do novo prédio do ginásio (ensino médio)
- 1932–1939 — Zelisław Januszkiewicz foi o starosta de Bielsk
- 1932 — publicado o primeiro número da “Gazety Bielskiej”
- 1936 — publicada a primeira edição do “Plon” mensal do distrito
- 1937–1939 — Alfons Erdman foi o prefeito da cidade
- 1938 — Inauguração de uma nova escola primária (atualmente Escola Primária n.º 4)
- 1939
  - 11 de junho — comissionamento de um celeiro de 1 500 toneladas na estação ferroviária
  - 18 de junho — entrega ao 35.º Regimento de Infantaria de duas metralhadoras doadas pela juventude do condado de Bielsk, cerimônia que contou com a presença de 5 mil habitantes. O presente foi recebido pelo general Franciszek Kleeberg

### Segunda Guerra Mundial

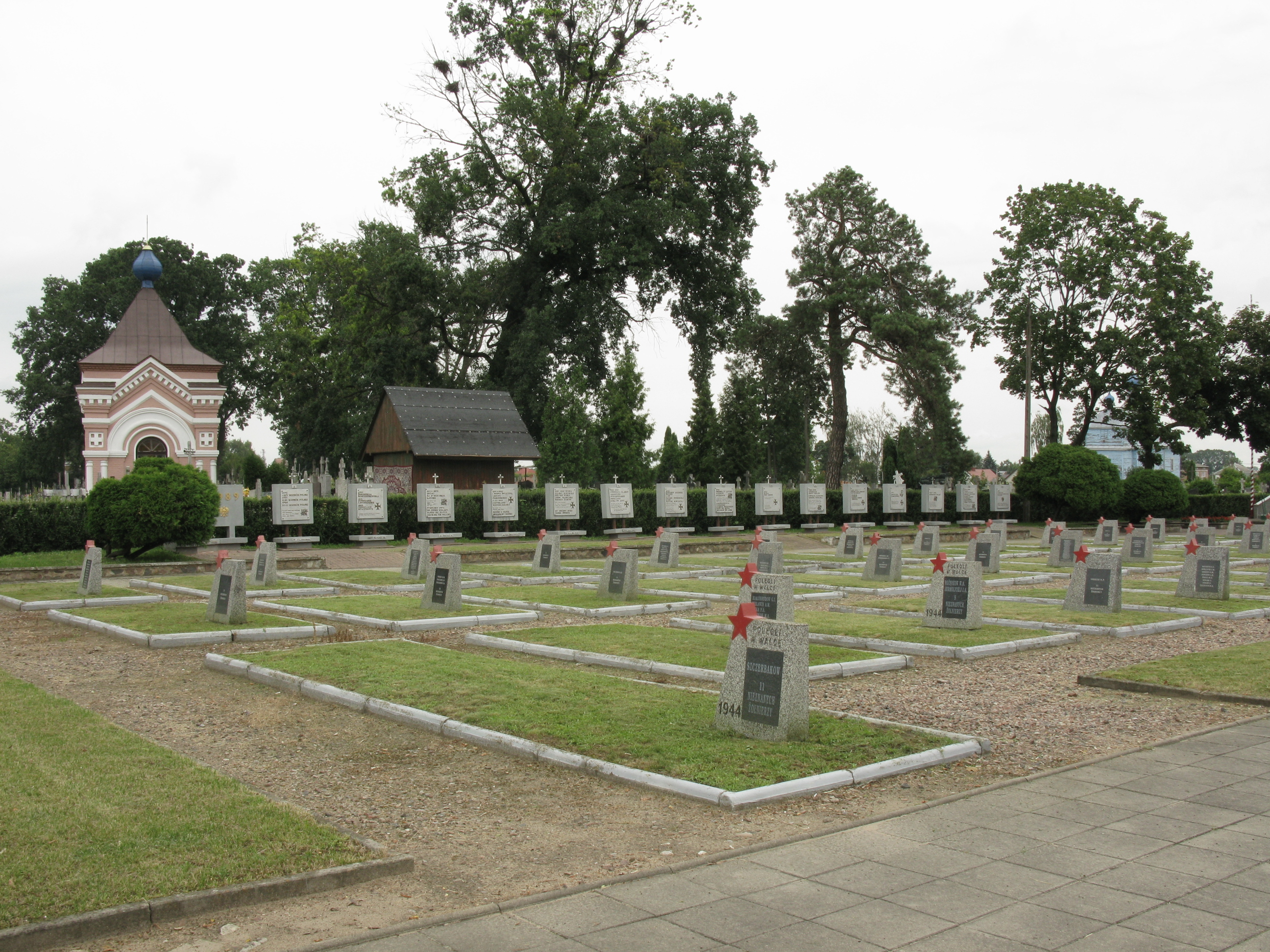
Cemitério dos soldados soviéticos, à esquerda uma capela tumular na parte ortodoxa do cemitério

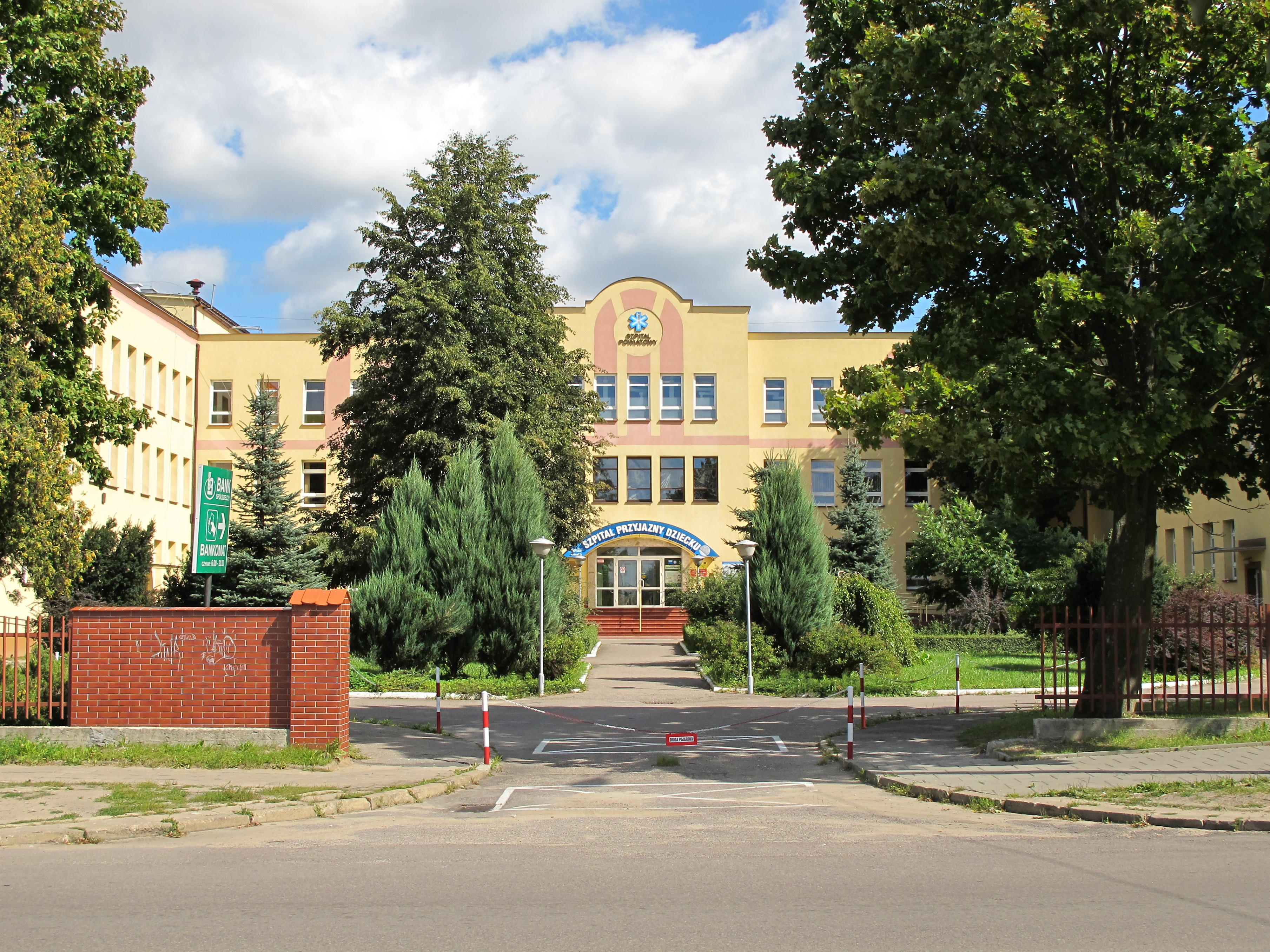
Hospital Distrital em Bielsk Podlaski

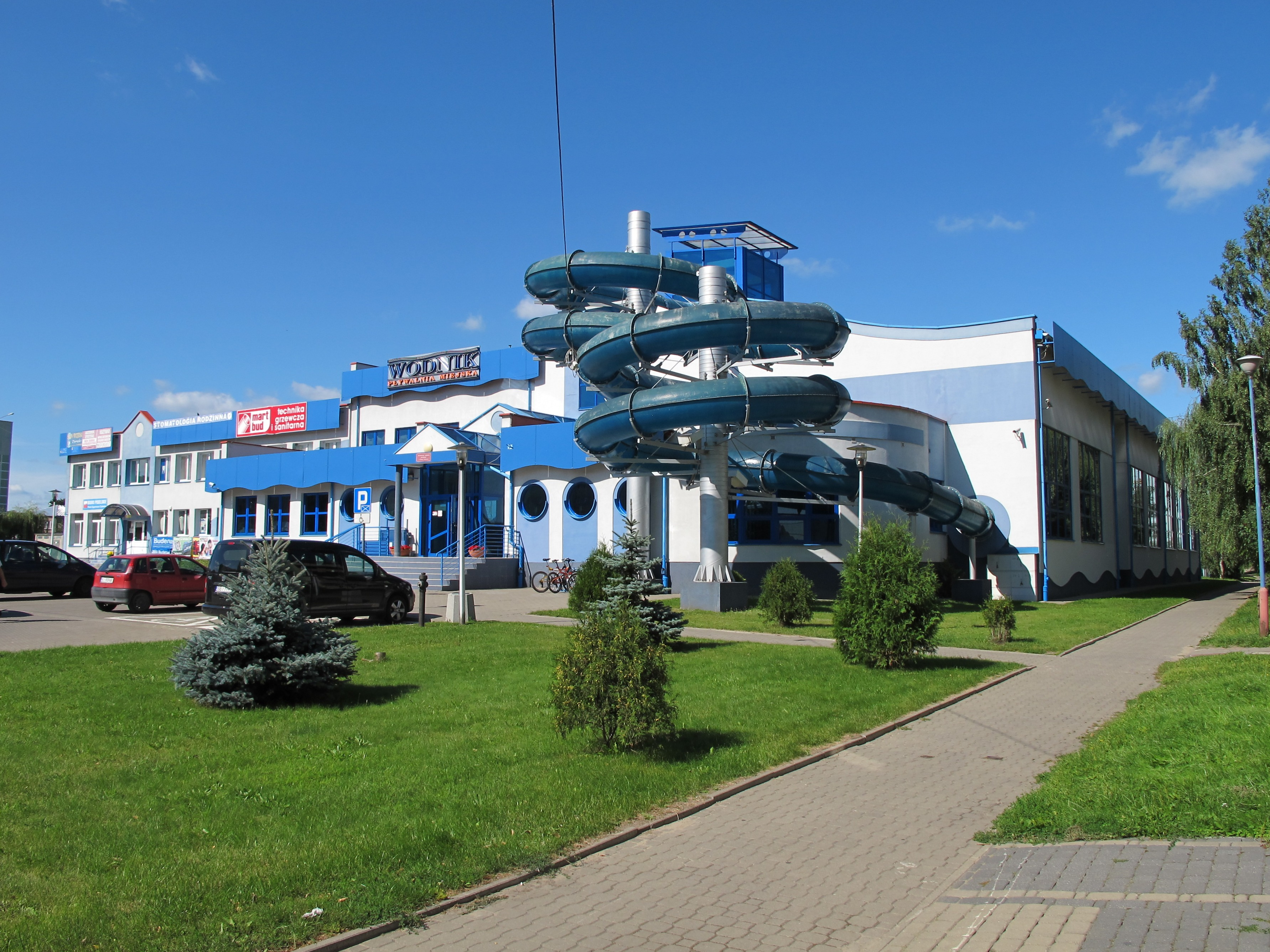
Piscina municipal “Wodnik” na rua Kazimierzowska 3B

- 15–23 de setembro de 1939 — a primeira ocupação da cidade pelas tropas alemãs e sua entrega da cidade às tropas soviéticas aliadas
- 23 de setembro de 1939–1941 — ocupação soviética. Primeiras deportações para a Sibéria
- 22 de junho de 1941 — a cidade é bombardeada pela Luftwaffe e os alemães reentram na cidade. Cerca de 800 poloneses (professores, funcionários, padres) são assassinados na floresta de Pilica
- Agosto de 1941 — criação de um gueto para a população judaica.
- Outono de 1941 — os alemães montaram um Campo de Trabalho Penal no cruzamento das ruas Zamkowa e Poniatowskiego no prédio da antiga escola judaica.[22]
- 2 de novembro de 1942 — liquidação do gueto e assassinato de cerca de 100 judeus pelos alemães entre as ruas Jagiellońska e Wąska. Deportação de alguns para o campo de extermínio em Treblinka e Białystok
- Julho de 1943 — execução pelos alemães na floresta perto da aldeia de Piliki de 50 habitantes de Bielsk (incluindo 16 crianças, o ex-prefeito Erdman e três padres católicos: Borowski, Opiatowski e Olszewski)[23]
- 1943 — Construído o prédio da atual Repartição de Impostos
- 30 de julho de 1944 — a cidade é conquistada pelas tropas do Exército Vermelho (53.º Corpo do 48.º Exército e 105.º Corpo do 65.º Exército).[24]

### Polônia do Povo
- 1944–1956 — opera o Escritório Distrital de Segurança Pública em Bielsk Podlaski. O quadro de pessoal do Escritório era o mais numeroso em 1946, quando 60 oficiais trabalhavam lá. Em 1947, a lotação diminuiu devido ao fim das principais lutas com as unidades partidárias anticomunistas ligadas à anistia de 1947. Durante todo o período de existência do Escritório, oficiais de nacionalidade bielorrussa constituíram mais da metade do pessoal, mas os poloneses dominavam na administração.[25]
- Outono de 1956 — o Comando do Condado de Bielsk Podlaski da União Militar Nacional, operando em conspiração, é revelado
- 1984 — Inaugurado um museu no prédio da prefeitura

### Terceira República
- 1991 — publicada a primeira edição da revista podláquia ucraniana “Над Бугом і Нарвою” (Nad Bugiem e Narewią)
- 1992 — Criada a União dos Ucranianos da Podláquia
- 1994 — A primeira série do Jesień Bardów acontece na Casa de Cultura de Bielsk, organizada até hoje pela União da Juventude Bielorrussa na República da Polônia
- 2015 — Decidido fundar uma nova filial do WORD em Bielsk Podlaski, durante um ano será realizado um exame nas seguintes categorias: AM, A1, A2, A, B1 e B[26]
- 2016 — Ocorre o primeiro rali de carros em Bielsk Podlaski[27]

## Monumentos históricos
- Castro medieval (século XIII) chamado Monte do Castelo ou Monte Careca. O castro foi destruído pelos Cavaleiros Teutônicos em 1373, mas depois foi reconstruído. Na colina do castelo, havia um castelo de madeira no século XVI, que foi incendiado por um raio durante uma reunião de magnatas lituanos em 1564, quando o rei Sigismundo Augusto estava hospedado na cidade. Perto do castelo havia construções externas, incluindo os estábulos reais.
- Prefeitura barroca tardia (depois de 1776) projetada por Jan Sękowski
- Complexo de uma igreja e um mosteiro carmelita fundado por Adam Kazanowski, starosta de Bielsk desde 1638, e dedicado a Nossa Senhora do Monte Carmelo. O projeto também foi financiado por sua esposa Elżbieta (Halszka) Słuszczanka
  - Igreja da Bem-Aventurada Virgem Maria do Monte Carmelo de 1641, barroco tardio, reconstruída após um incêndio em 1784 (transformada em igreja ortodoxa após a Revolta de Novembro, novamente uma igreja católica em 1921)
  - Convento dos Carmelitas Descalços de 1641, barroco (duas alas não foram reconstruídas após o incêndio de 1784)
  - Muro com torres e portão
  - Capela

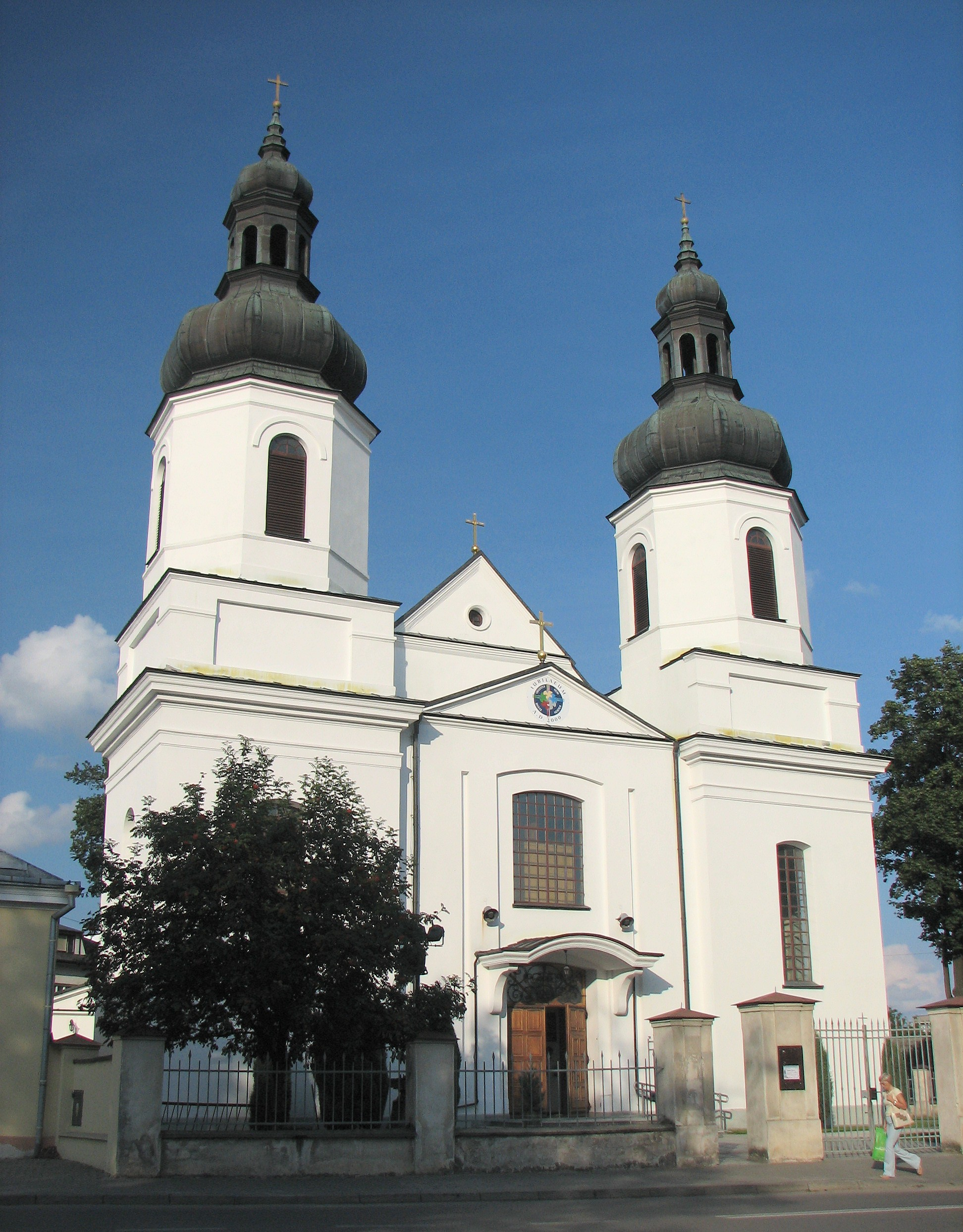
Igreja carmelita de 1641
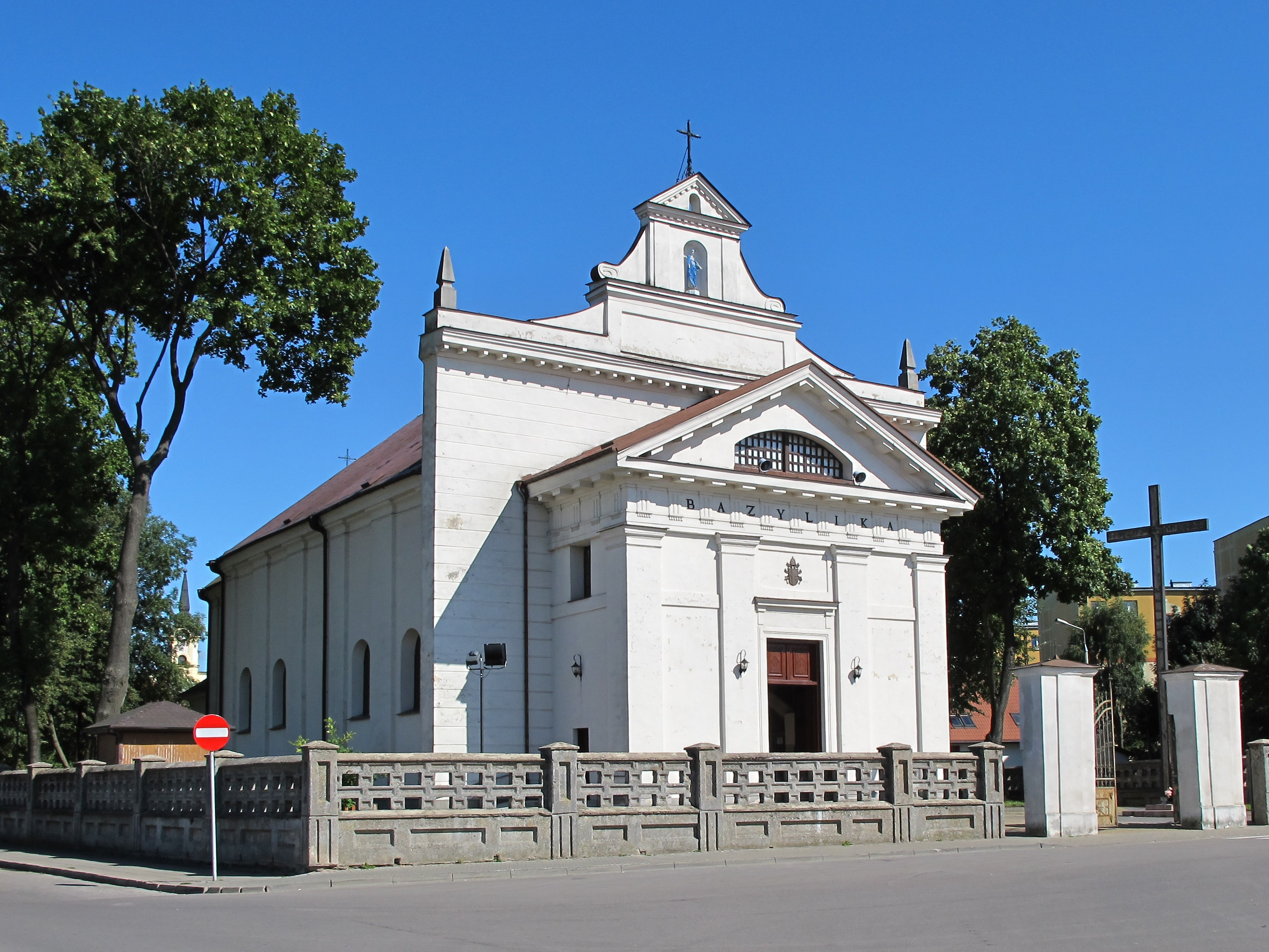
Basílica classicista da Natividade da Bem-Aventurada Virgem Maria e de São Nicolau de 1783
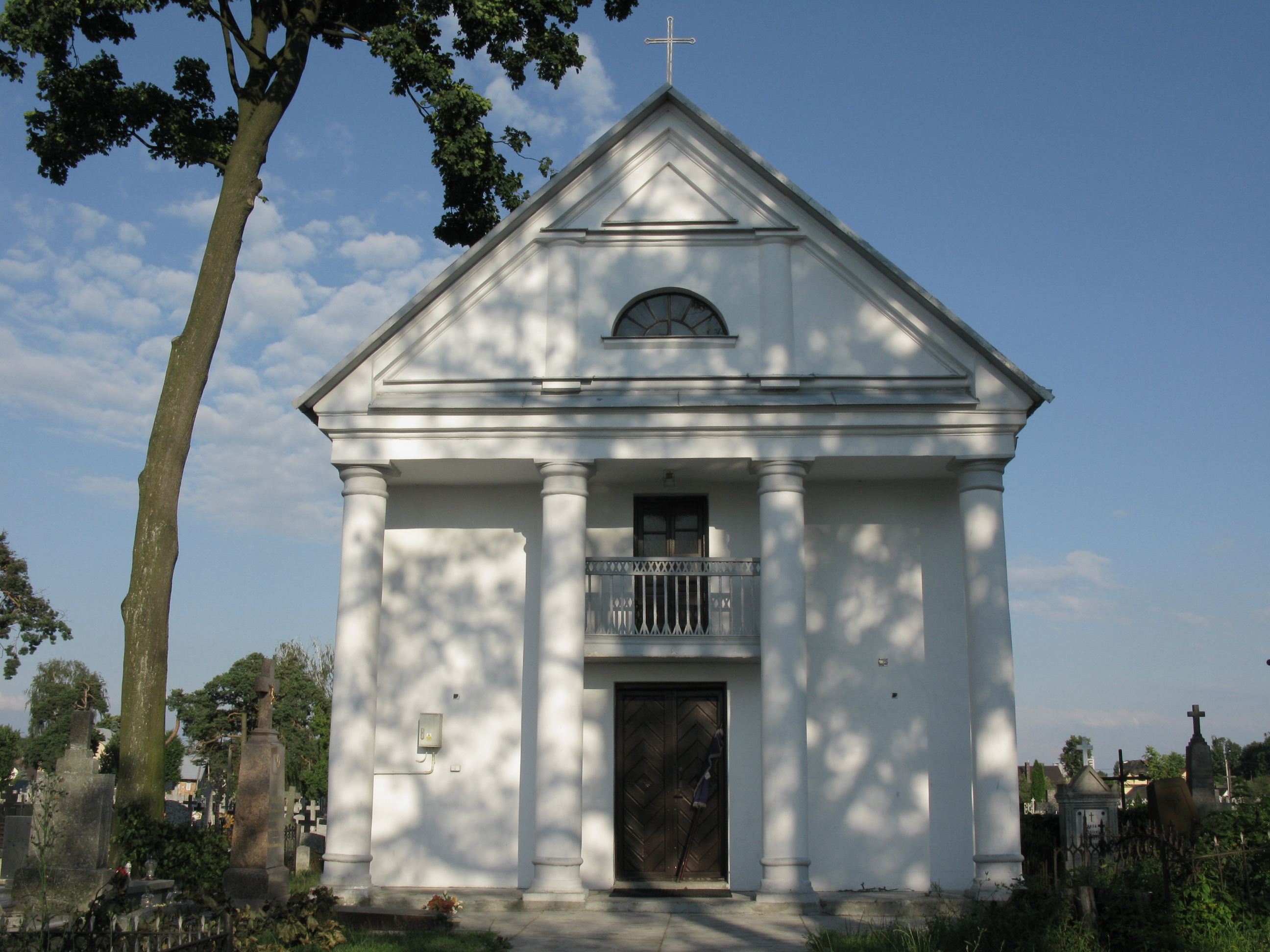
Capela de São Vicente de Paulo
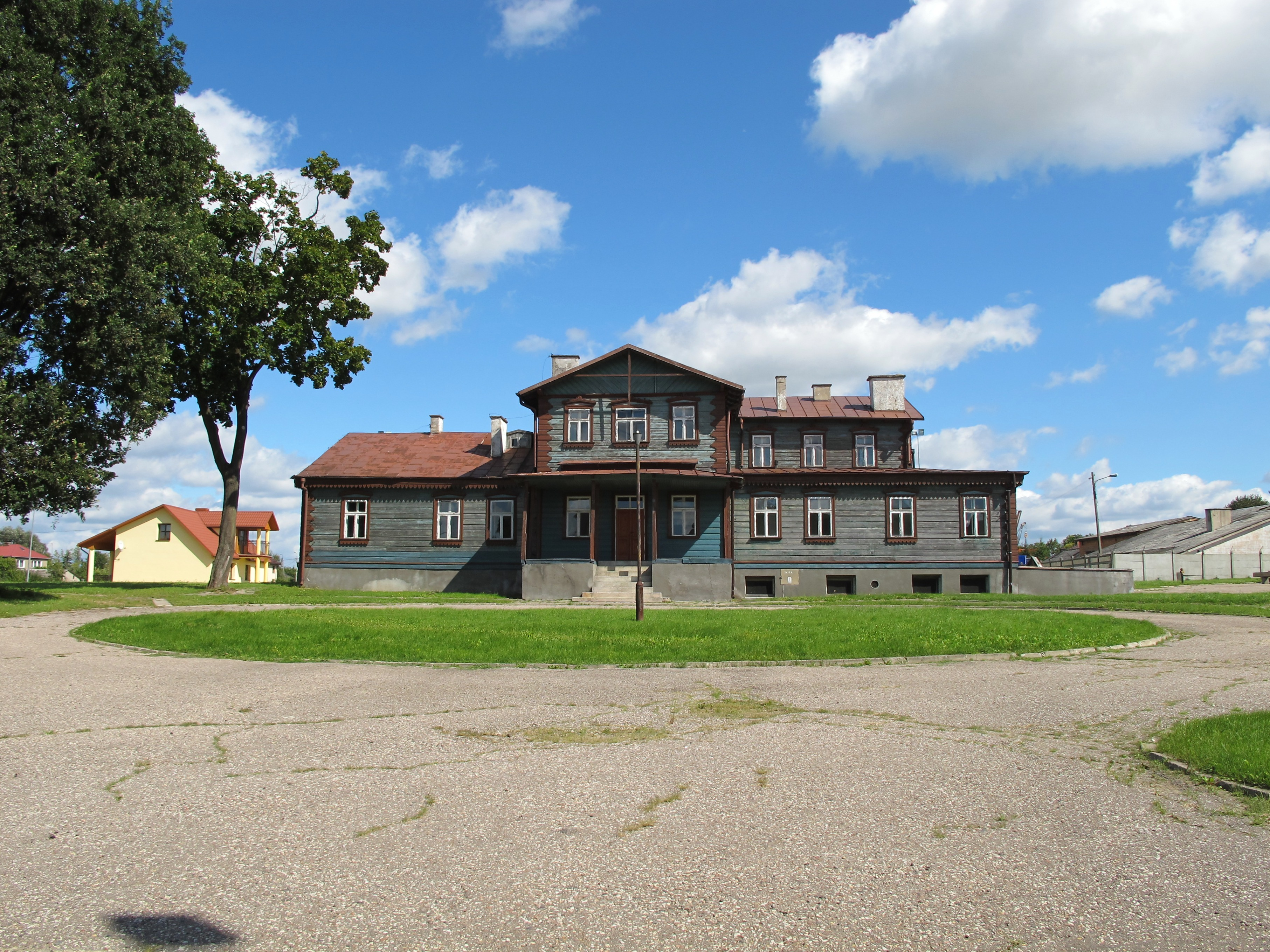
Mansão Smulski
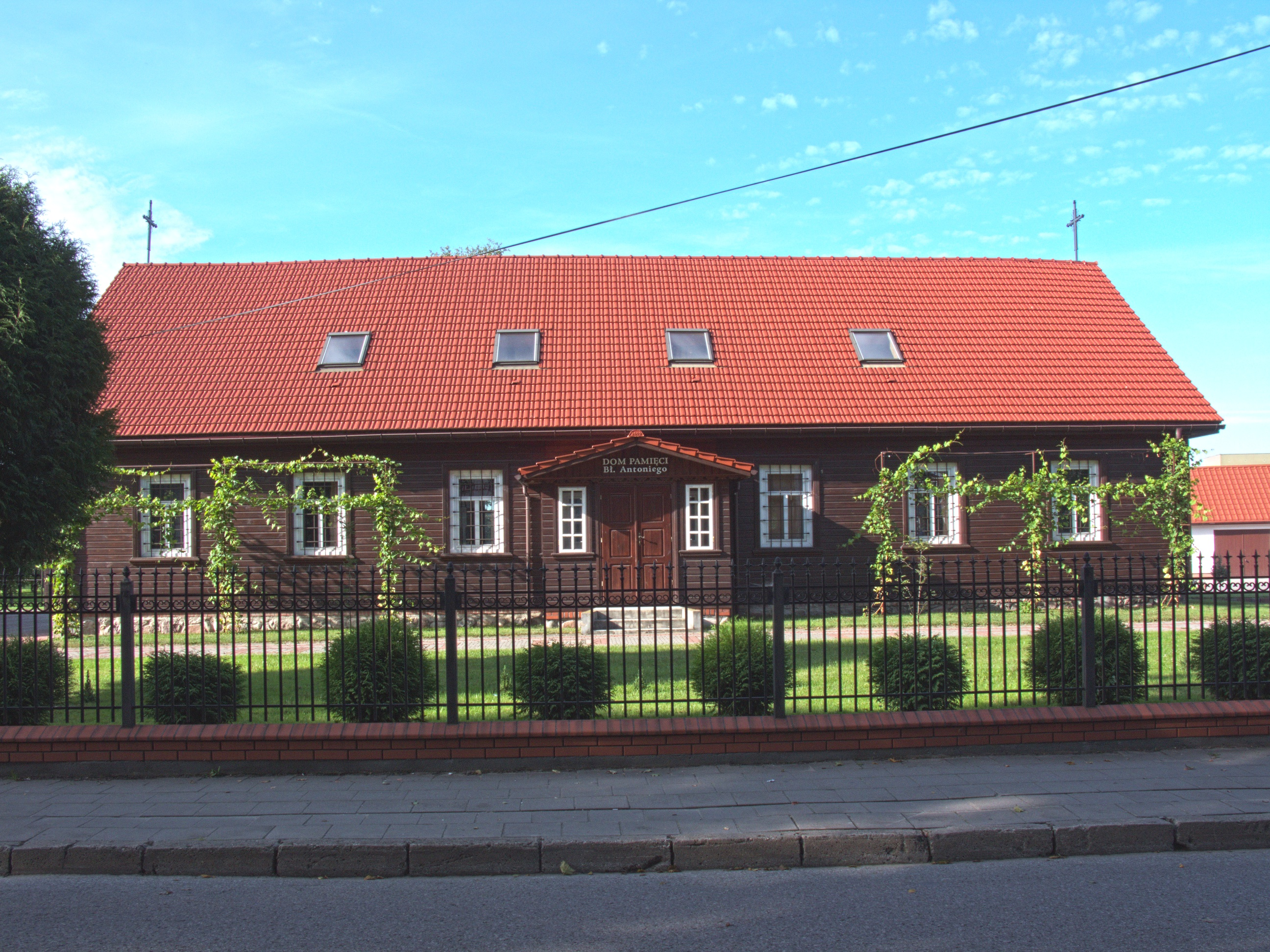
Presbitério histórico de 1900

- Basílica da Natividade da Bem-Aventurada Virgem Maria e de São Nicolau, construída em 1783 conforme o projeto de Szymon Bogumił Zug no estilo classicista
  - Campanário classicista de 1843
  - Altar-mor com pintura barroca de Agostinho Mirys, Nossa Senhora visita Santa Isabel,
  - Pintura A Crucificação de 1622 com um epitáfio dedicado a Hanna Kadłubowska, esposa de Stanisław Kulesza, um escritor de Bielsk
  - Presbitério de madeira de 1900
- Igreja ortodoxa da Natividade da Santa Mãe de Deus, chamada “igreja do castelo” do final do século XVI (até 1839 Uniata), de madeira (igreja paroquial)
- Igreja de São Miguel (construída em 1789, torre de 1914) (até 1839 Uniata), de madeira (igreja paroquial)
- Igreja da Ressurreição de Nosso Senhor em Holovetsk de 1716 (até 1839 Uniata), de madeira[a] (igreja paroquial)
- Igreja da Santíssima Trindade, originalmente fundada pela rainha Bona (após 1533), Uniata desde 1596, existiu até 1774. Reconstruída na virada dos séculos XVIII e XIX, ortodoxa a partir de 1839. Em meados do século XIX, foi transferida do distrito de Nowe Miasto para o cemitério. Atualmente, está sob a proteção da paróquia da Mãe de Deus
- Capela de São Nicolau
- Capela de São Jorge

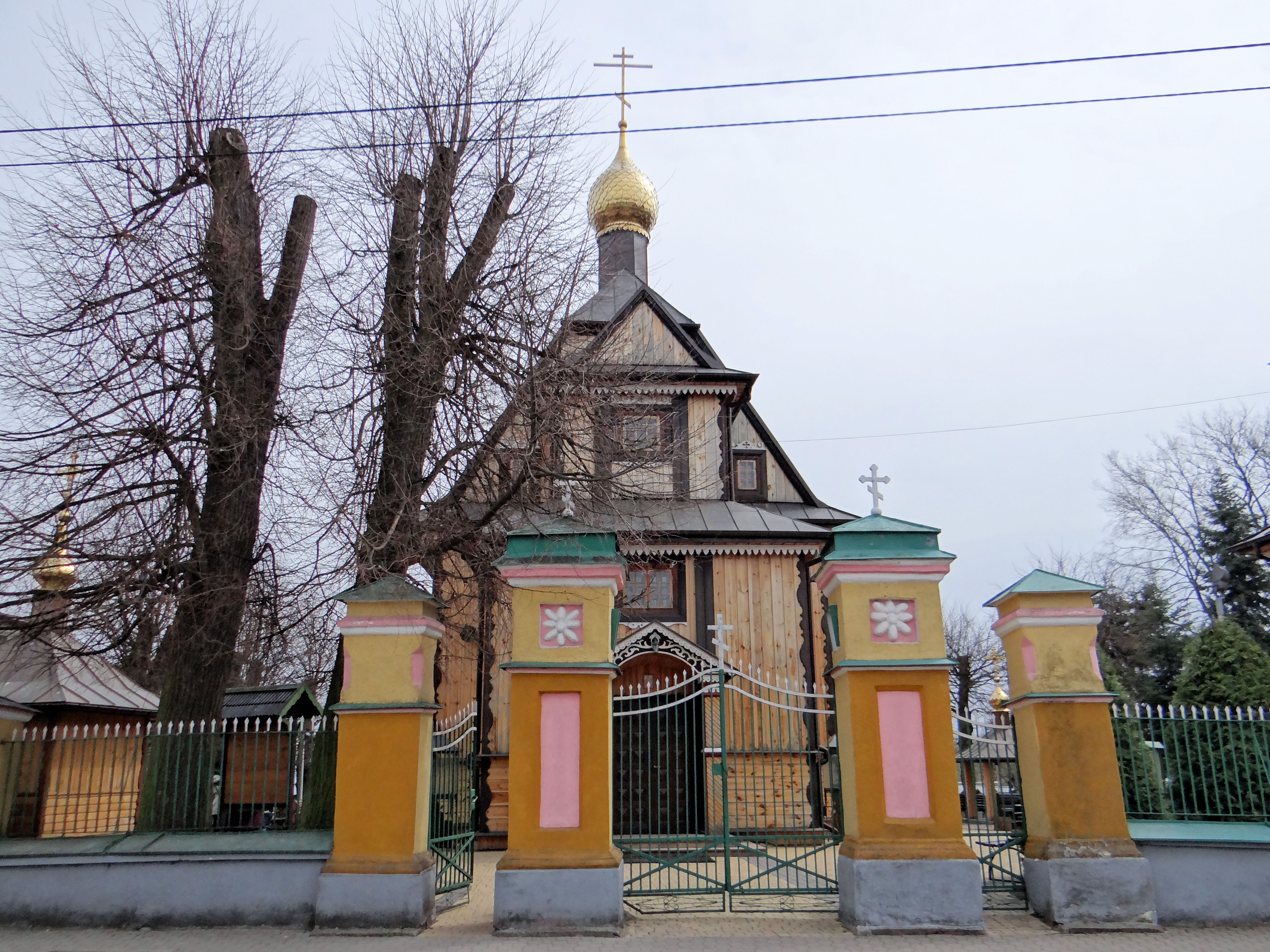
Igreja ortodoxa da Natividade da Santíssima Mãe de Deus do século XVIII
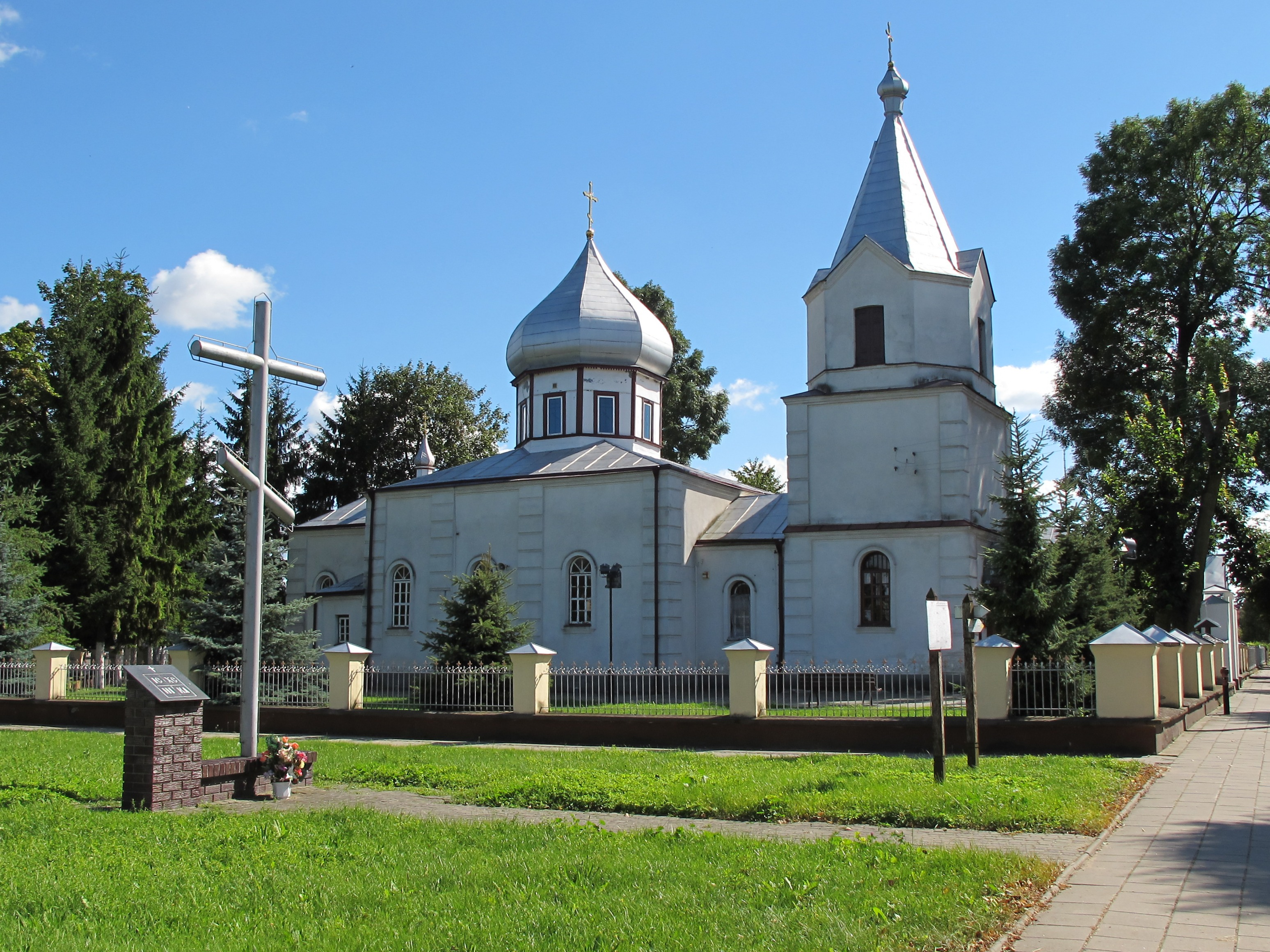
Igreja ortodoxa da Ressurreição em Hołowiesk por volta de 1716
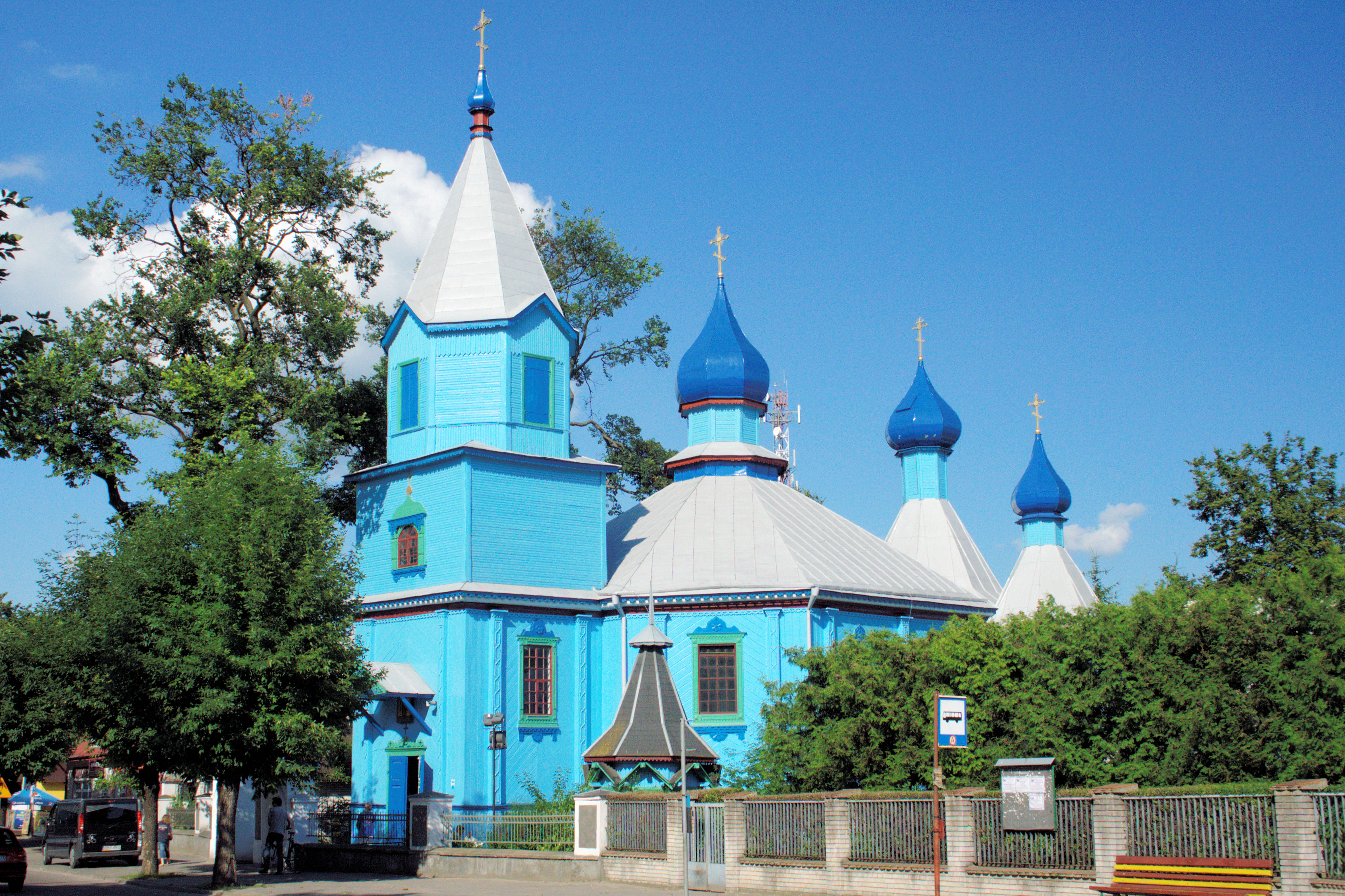
Igreja ortodoxa de São Miguel de 1789 (a partir de 2010)
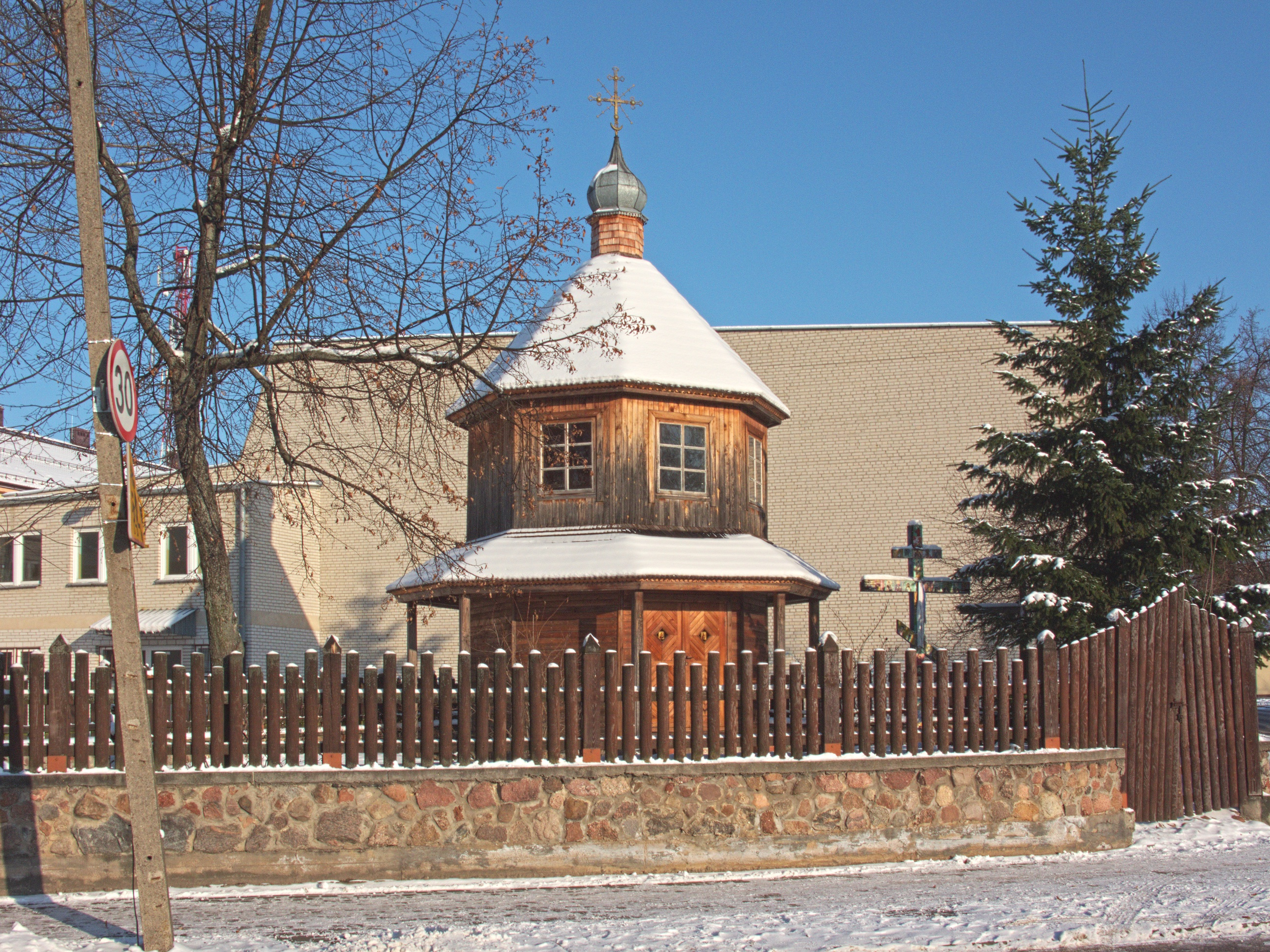
Capela ortodoxa de São Nicolau
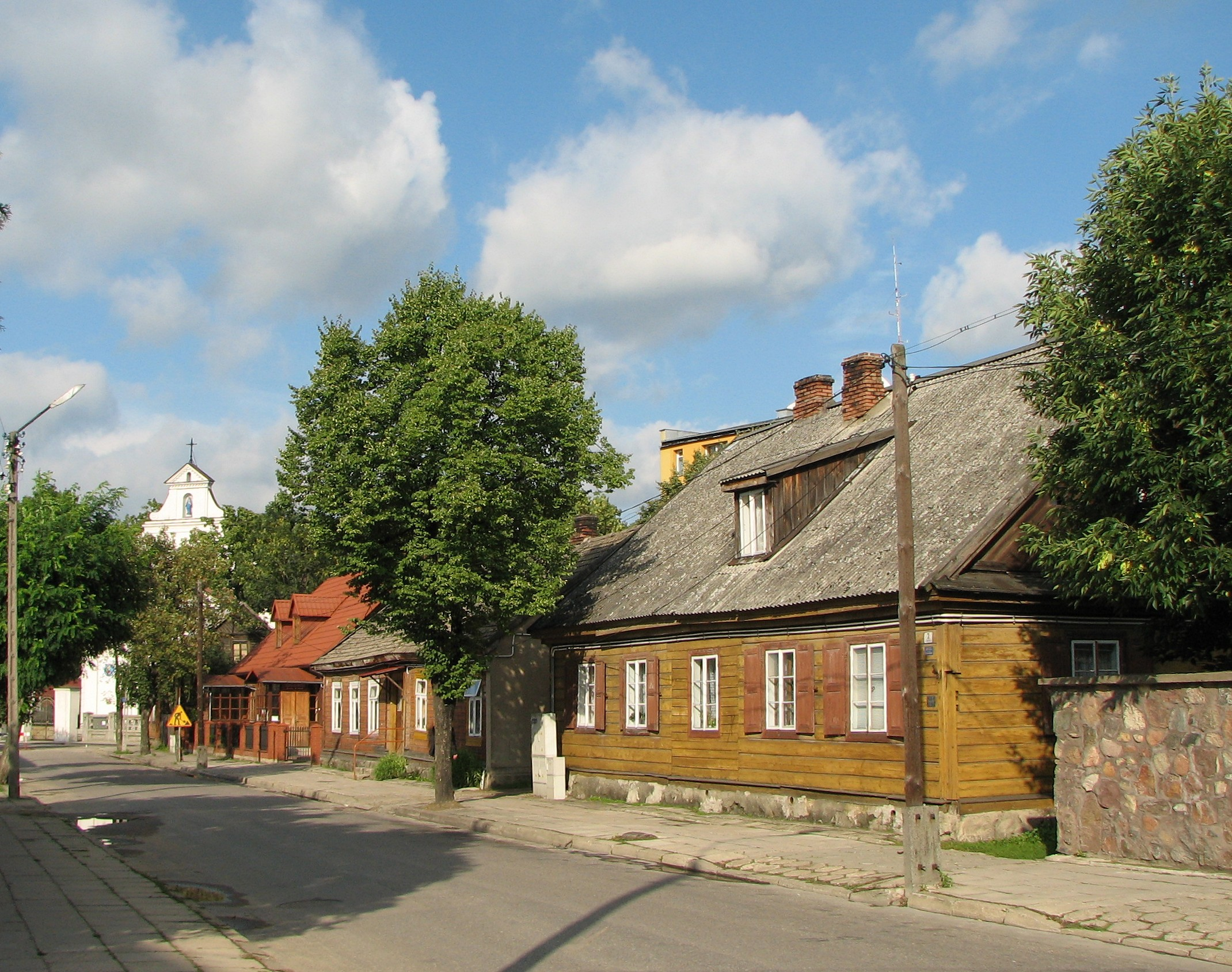
Rua Kościuszki com antigos edifícios de madeira

- Cemitério judeu com lápides a partir de 1850
- Capela de São Vicente de Paulo, 1859
- Pousada do meio do século XIX, rua Henryka Sienkiewicza 8
- Traçado urbano a partir do século XV
- Parque da antiga mansão em Hołowiesk
- Cemitério de guerra, rua Białowieża
- Casa de madeira na rua Dubicze 20, do final do século XVIII

## Transportes

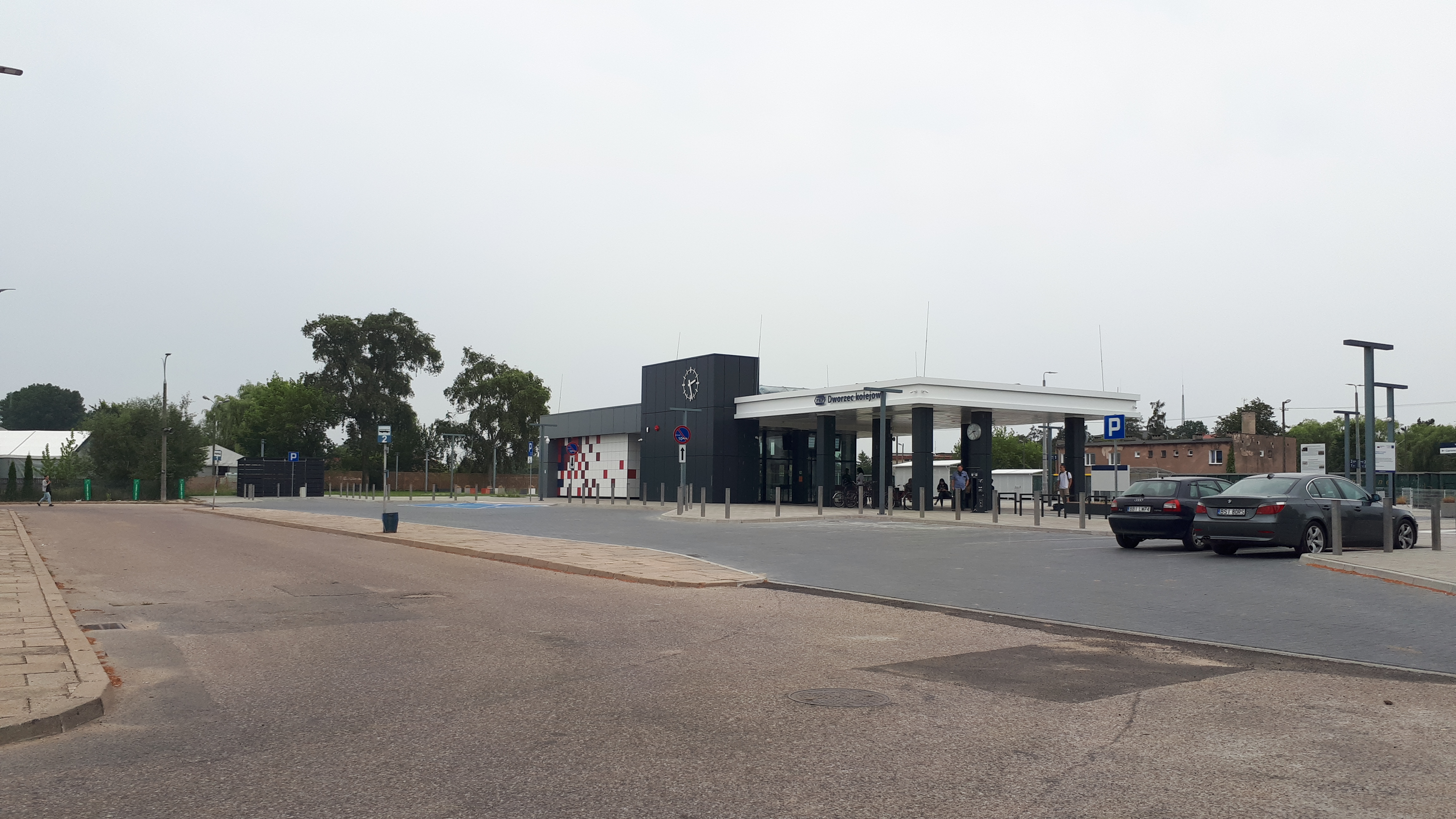
Estação de trem em Bielsk Podlaski

Estradas nacionais e provinciais se cruzam na cidade:
- Estrada nacional n.º 19: Rzeszów — Lublin — Siemiatycze — Bielsk Podlaski — Białystok — Kuźnica Białostocka
- Estrada nacional n.º 66: Zambrów — Wysokie Mazowieckie — Bielsk Podlaski — Połowce
- Estrada da voivodia n.º 689: Bielsk Podlaski — Hajnówka — Białowieża

A linha ferroviária Białystok — Czeremcha (e mais adiante para Brest) atravessa a cidade. Há uma estação de trem aqui.
Em 2010, uma plataforma de pouso sanitária foi aberta nas instalações do hospital na rua Kleszczelowska 1.

### Transporte público
Existem 4 linhas de transporte público em Bielsk Podlaski. Os serviços de transporte são fornecidos pela Przedsiębiorstwo Komunalne Bielsk Podlaski Sp. z o.o. em Bielsk Podlaski.
A linha n.º 1 é atendida por modernos ônibus elétricos com sistema audiovisual de informação aos passageiros.
Também foi implementado um sistema eletrônico de horários de transporte público online − KiedyPrzyjedzie.
Bielsk Podlaski é uma das poucas cidades da Polônia que oferece transporte público gratuito.

## Cultura

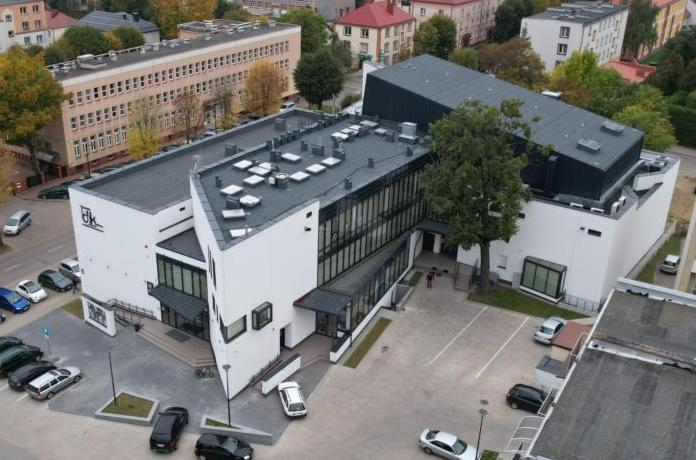
Casa da Cultura de Bielsk

- Casa da Cultura de Bielsk[31]

## Educação

### Escolas primárias
- Escola Primária n.º 2 capitão Władysław Wysocki
- Escola Primária n.º 3 com estudo adicional da língua bielorrussa Jarosław Kostycewicz
- Escola Primária n.º 4 Adam Mickiewicz
- Escola Primária n.º 5 Szarych Szeregów
- Escola Primária particular n.º 1 São João Batista.

## Meios de comunicação

### Televisão
- TV Podlasie — Televisão local em operação desde 2008, transmitida pela rede a cabo TVK Hajnówka Sp.j.[32]

### Imprensa
- Gazeta Współczesna — escritório editorial em Bielsk Podlaski na rua Mickiewicza 65
- Kurier Poranny — escritório editorial e balcão de anúncios em Bielsk Podlaski na rua Mickiewicza 65
- Nad Buhom i Narwoju — escritório editorial na rua Ogrodowa 13, caixa postal 77
- Bielski Hostineć — escritório editorial na rua Leśna 13

## Comunidades religiosas
As seguintes associações religiosas realizam atividades na cidade:

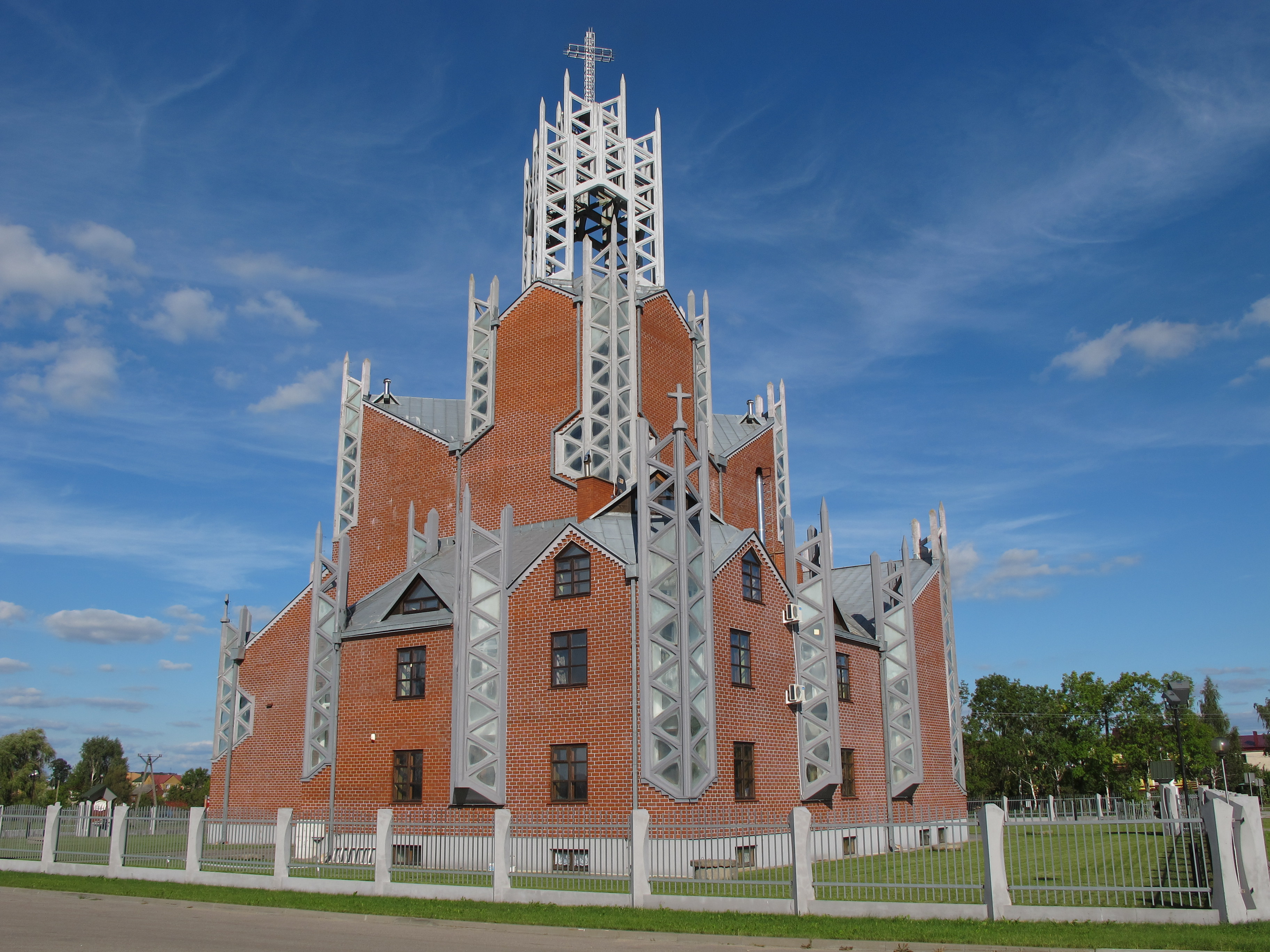
Igreja da Divina Misericórdia

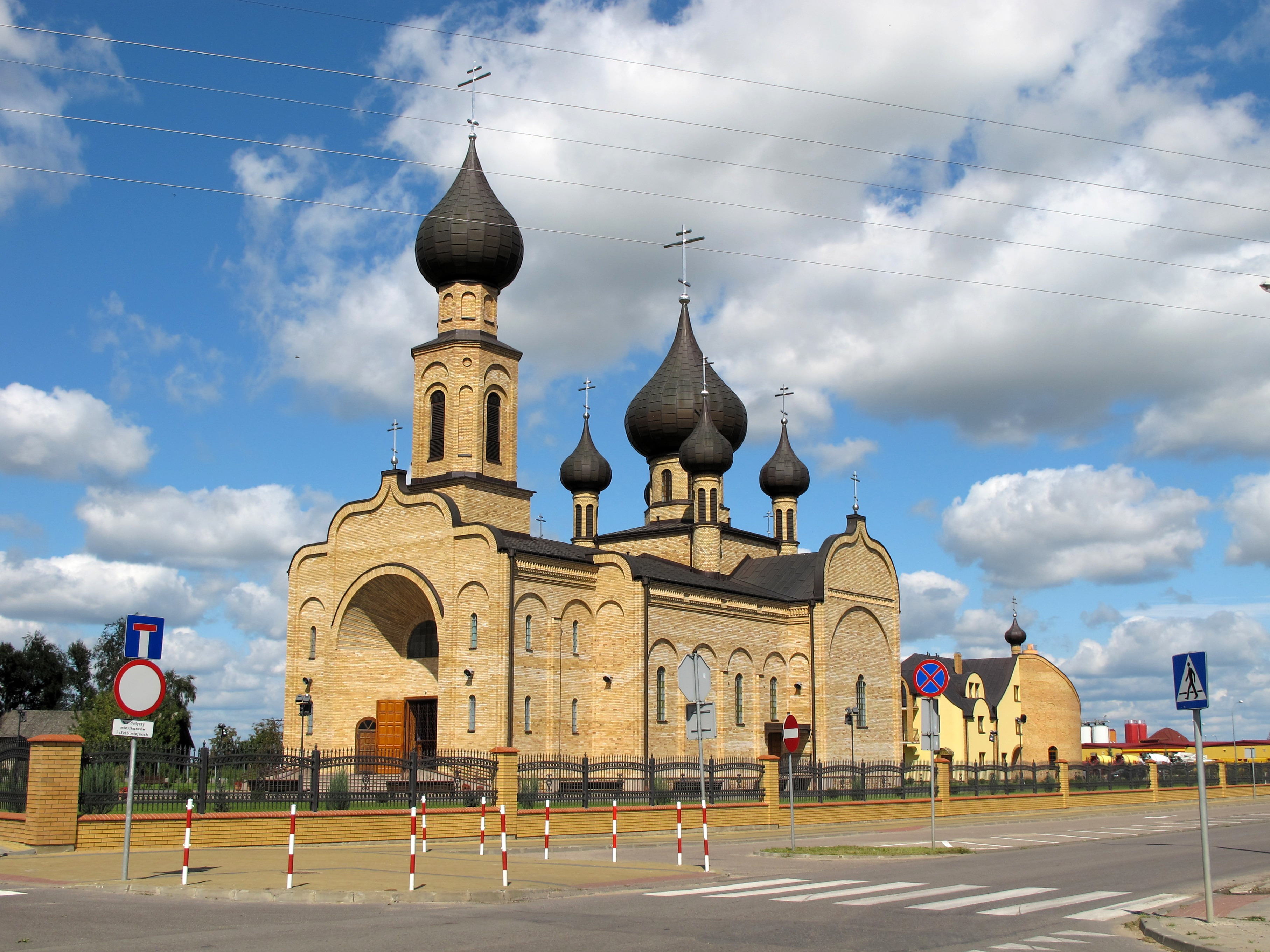
Igreja ortodoxa da Dormição da Bem-Aventurada Virgem Maria

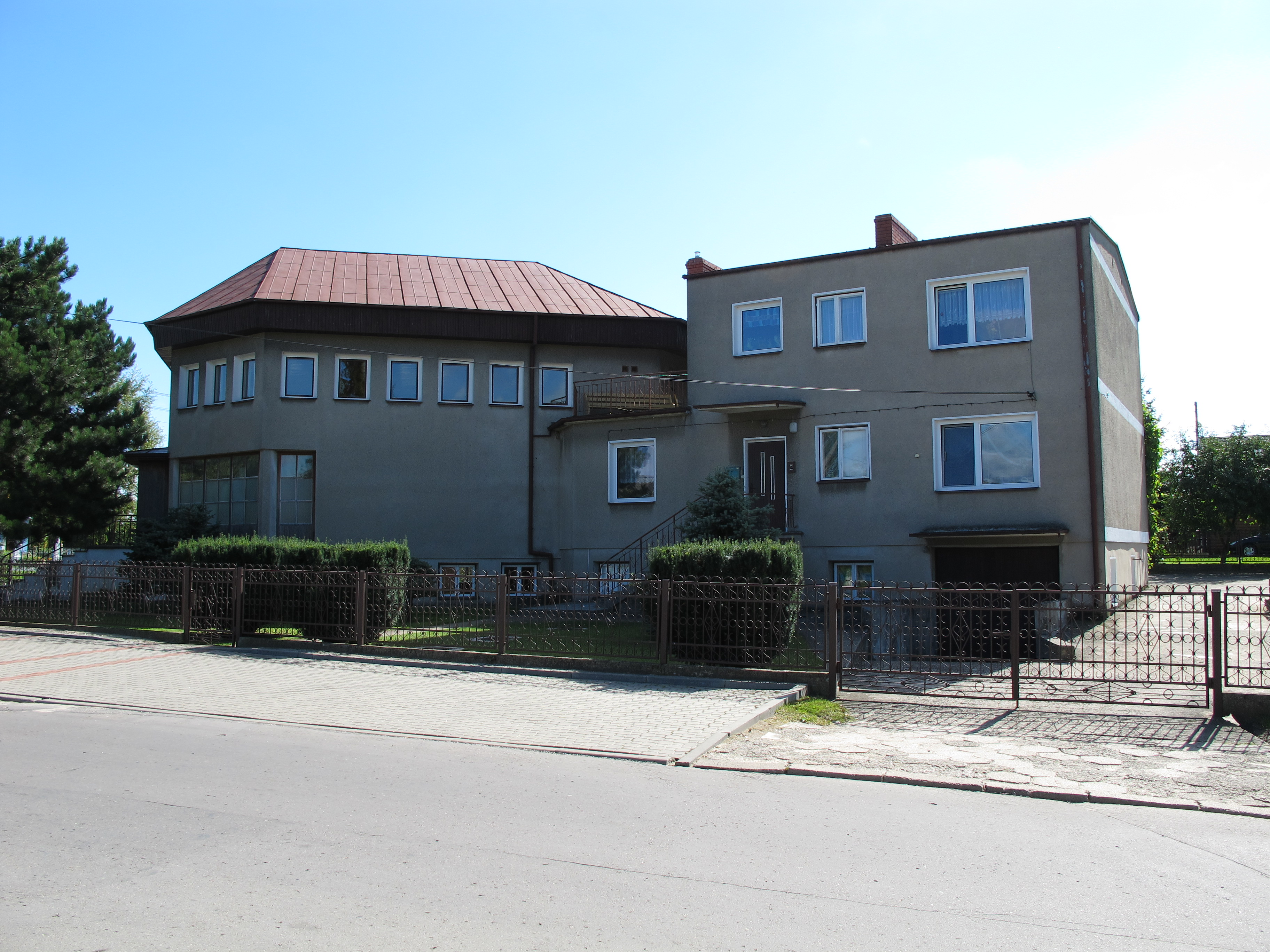
Congregação da igreja batista na rua Kazimierzowska 40

### Igreja Adventista do Sétimo Dia
- Congregação da igreja Adventista do Sétimo Dia em Bielsk Podlaski

### Igreja Ortodoxa Autocéfala Polonesa
- Paróquia da Natividade da Santíssima Mãe de Deus
  - Igreja da Natividade da Bem-Aventurada Virgem Maria
- Paróquia da Proteção da Mãe de Deus
  - Igreja da Proteção da Mãe de Deus
  - Cemitério igreja da Santíssima Trindade
- Paróquia de São Miguel Arcanjo
  - Igreja de São Miguel Arcanjo
  - Capela da Santíssima Trindade na Escola Iconográfica Pós-Secundária
- Paróquia da Dormição da Santa Mãe de Deus
  - Igreja da Dormição da Bem-Aventurada Virgem Maria
- Paróquia da Ressurreição
  - Igreja da Ressurreição

### Igreja Batista
- Congregação da igreja batista em Bielsk Podlaski

### Igreja de Cristo
- Igreja de Cristo em Bielsk Podlaski

### Igreja Católica
- Paróquia de Nossa Senhora do Carmo
  - Igreja de Nossa Senhora do Carmo
- Paróquia da Divina Misericórdia
  - Igreja da Divina Misericórdia
- Paróquia da Santa Providência
- Paróquia da Natividade da Bem-Aventurada Virgem Maria e de São Nicolau
  - Basílica da Natividade da Bem-Aventurada Virgem Maria e de São Nicolau

### Igreja Pentecostal
- Congregação da Igreja Pentecostal

### Testemunhas de Jeová
- Congregação das Testemunhas de Jeová

## Esportes

### Futebol
- Tur Bielsk Podlaski — IV Liga

### Basquetebol
- KKS Tur Basket Bielsk Podlaski — II Liga